# バレーボール第6回Vリーグ
バレーボール第6回Vリーグ（ばれーぼーるだい6かいぶいりーぐ）は、1999年12月17日から2000年3月19日まで行われたVリーグの大会である。

## 概要

### 日程
- 男子:2000年1月14日 - 2000年3月19日
- 女子:1999年12月17日 - 2000年3月12日

### 試合方法
2回戦総当たりのレギュラーラウンドを行う。通算成績の上位4チームが変則リーグ戦を戦い、上位2チームが優勝決定戦を行う。

### ルール変更
- ファイナルラウンドが変則トーナメントから変則リーグ戦に変更された。
- サイドアウト制からラリーポイント制に変更された。
- 女子の外国人選手は出場不可となった。

## 男子

### 参加チーム
| 前回順位 | チーム名                         | 備考                      |
| -------- | -------------------------------- | ------------------------- |
| 1        | NECブルーロケッツ                |                           |
| 2        | 東レ・アローズ                   |                           |
| 3        | サントリーサンバーズ             |                           |
| 4        | 松下電器パナソニック・パンサーズ |                           |
| 5        | 富士フイルム・プラネッツ         |                           |
| 6        | 新日鐵ブレイザーズ               |                           |
| 7        | JTサンダーズ                     |                           |
| 8        | NTT西日本レグルス                | NTT東海からチーム名を変更 |
| 9        | 豊田合成トレフェルサ             |                           |
| 10       | 旭化成スパーキッズ               |                           |

### 1Leg

#### 1月14日
| #101 | 2000年1月14日 17:00 |                            |                                       |                                          |                                                              |
| #101 | 2000年1月14日 17:00 | 旭化成スパーキッズ （1敗） | 1 - 3 (19-25) (25-23) (18-25) (22-25) | 松下電器パナソニック・パンサーズ （1勝） | 大阪府立体育会館 観客数: 2,500人 主審: 田野昭彦 副審: 江下毅 |
| #101 | 2000年1月14日 17:00 |                            |                                       |                                          | 大阪府立体育会館 観客数: 2,500人 主審: 田野昭彦 副審: 江下毅 |

| #102 | 2000年1月14日 19:02 |                            |                               |                      |                                                                |
| #102 | 2000年1月14日 19:02 | 新日鐵ブレイザーズ （1勝） | 3 - 0 (25-21) (25-18) (25-22) | JTサンダーズ （1敗） | 大阪府立体育会館 観客数: 3,000人 主審: 伊藤博之 副審: 田野敏彦 |
| #102 | 2000年1月14日 19:02 |                            |                               |                      | 大阪府立体育会館 観客数: 3,000人 主審: 伊藤博之 副審: 田野敏彦 |

#### 1月15日
| #103 | 2000年1月15日 15:05 |                              |                                               |                        |                                                                |
| #103 | 2000年1月15日 15:05 | サントリーサンバーズ （1勝） | 3 - 2 (25-23) (25-22) (19-25) (20-25) (15-12) | 東レ・アローズ （1敗） | 大阪府立体育会館 観客数: 7,400人 主審: 田野昭彦 副審: 伊藤博之 |
| #103 | 2000年1月15日 15:05 |                              |                                               |                        | 大阪府立体育会館 観客数: 7,400人 主審: 田野昭彦 副審: 伊藤博之 |

| #104 | 2000年1月15日 17:32 |                            |                               |                            |                                                                |
| #104 | 2000年1月15日 17:32 | 新日鐵ブレイザーズ （2勝） | 3 - 0 (29-27) (25-20) (25-21) | 旭化成スパーキッズ （2敗） | 大阪府立体育会館 観客数: 5,800人 主審: 田野敏彦 副審: 大塚春夫 |
| #104 | 2000年1月15日 17:32 |                            |                               |                            | 大阪府立体育会館 観客数: 5,800人 主審: 田野敏彦 副審: 大塚春夫 |

| #105 | 2000年1月15日 14:05 |                           |                                               |                           |                                                                                      |
| #105 | 2000年1月15日 14:05 | NTT西日本レグルス （1敗） | 2 - 3 (20-25) (25-23) (28-26) (18-25) (11-15) | NECブルーロケッツ （1勝） | 岐阜メモリアルセンター（で愛ドーム） 観客数: 3,200人 主審: 利根川忠史 副審: 小林健夫 |
| #105 | 2000年1月15日 14:05 |                           |                                               |                           | 岐阜メモリアルセンター（で愛ドーム） 観客数: 3,200人 主審: 利根川忠史 副審: 小林健夫 |

| #106 | 2000年1月15日 16:05 |                              |                               |                                  |                                                                                    |
| #106 | 2000年1月15日 16:05 | 豊田合成トレフェルサ （1敗） | 0 - 3 (18-25) (23-25) (18-25) | 富士フイルム・プラネッツ （1勝） | 岐阜メモリアルセンター（で愛ドーム） 観客数: 3,200人 主審: 広田修二 副審: 浅見靖人 |
| #106 | 2000年1月15日 16:05 |                              |                               |                                  | 岐阜メモリアルセンター（で愛ドーム） 観客数: 3,200人 主審: 広田修二 副審: 浅見靖人 |

#### 1月16日
| #107 | 2000年1月16日 13:00 |                                             |                               |                           |                                                              |
| #107 | 2000年1月16日 13:00 | 松下電器パナソニック・パンサーズ （1勝1敗） | 0 - 3 (22-25) (23-25) (21-25) | 東レ・アローズ （1勝1敗） | 大阪府立体育会館 観客数: 7,000人 主審: 田野昭彦 副審: 江下毅 |
| #107 | 2000年1月16日 13:00 |                                             |                               |                           | 大阪府立体育会館 観客数: 7,000人 主審: 田野昭彦 副審: 江下毅 |

| #108 | 2000年1月16日 16:35 |                              |                               |                      |                                                                |
| #108 | 2000年1月16日 16:35 | サントリーサンバーズ （2勝） | 3 - 0 (25-18) (25-22) (25-21) | JTサンダーズ （2敗） | 大阪府立体育会館 観客数: 5,800人 主審: 田野敏彦 副審: 大塚春夫 |
| #108 | 2000年1月16日 16:35 |                              |                               |                      | 大阪府立体育会館 観客数: 5,800人 主審: 田野敏彦 副審: 大塚春夫 |

| #109 | 2000年1月16日 13:05 |                           |                                       |                              |                                                                                    |
| #109 | 2000年1月16日 13:05 | NECブルーロケッツ （2勝） | 3 - 1 (25-22) (24-26) (31-29) (25-17) | 豊田合成トレフェルサ （2敗） | 岐阜メモリアルセンター（で愛ドーム） 観客数: 4,500人 主審: 広田修二 副審: 高橋弘二 |
| #109 | 2000年1月16日 13:05 |                           |                                       |                              | 岐阜メモリアルセンター（で愛ドーム） 観客数: 4,500人 主審: 広田修二 副審: 高橋弘二 |

| #110 | 2000年1月16日 15:25 |                                  |                                       |                           |                                                                                      |
| #110 | 2000年1月16日 15:25 | 富士フイルム・プラネッツ （2勝） | 3 - 1 (25-22) (26-28) (25-17) (25-15) | NTT西日本レグルス （2敗） | 岐阜メモリアルセンター（で愛ドーム） 観客数: 4,500人 主審: 利根川忠史 副審: 浅見靖人 |
| #110 | 2000年1月16日 15:25 |                                  |                                       |                           | 岐阜メモリアルセンター（で愛ドーム） 観客数: 4,500人 主審: 利根川忠史 副審: 浅見靖人 |

#### 1月21日
| #111 | 2000年1月21日 16:00 |                              |                               |                                     |                                                      |
| #111 | 2000年1月21日 16:00 | サントリーサンバーズ （3勝） | 3 - 0 (25-21) (25-22) (25-20) | 富士フイルム・プラネッツ （2勝1敗） | 東京体育館 観客数: 5,000人 主審: 橘田昇 副審: 富田満 |
| #111 | 2000年1月21日 16:00 |                              |                               |                                     | 東京体育館 観客数: 5,000人 主審: 橘田昇 副審: 富田満 |

| #112 | 2000年1月21日 17:47 |                           |                               |                            |                                                          |
| #112 | 2000年1月21日 17:47 | NECブルーロケッツ （3勝） | 3 - 0 (25-17) (25-18) (25-23) | 旭化成スパーキッズ （3敗） | 東京体育館 観客数: 5,703人 主審: 小林朝実 副審: 斎藤聖二 |
| #112 | 2000年1月21日 17:47 |                           |                               |                            | 東京体育館 観客数: 5,703人 主審: 小林朝実 副審: 斎藤聖二 |

#### 1月22日
| #113 | 2000年1月22日 14:05 |                      |                               |                                             |                                                        |
| #113 | 2000年1月22日 14:05 | JTサンダーズ （3敗） | 0 - 3 (18-25) (23-25) (20-25) | 松下電器パナソニック・パンサーズ （2勝1敗） | 東京体育館 観客数: 5,200人 主審: 小柴滋 副審: 小林朝実 |
| #113 | 2000年1月22日 14:05 |                      |                               |                                             | 東京体育館 観客数: 5,200人 主審: 小柴滋 副審: 小林朝実 |

| #114 | 2000年1月22日 15:52 |                              |                                               |                            |                                                        |
| #114 | 2000年1月22日 15:52 | サントリーサンバーズ （4勝） | 3 - 2 (25-18) (23-25) (21-25) (25-14) (18-16) | 旭化成スパーキッズ （4敗） | 東京体育館 観客数: 5,945人 主審: 大塚達也 副審: 藤井孝 |
| #114 | 2000年1月22日 15:52 |                              |                                               |                            | 東京体育館 観客数: 5,945人 主審: 大塚達也 副審: 藤井孝 |

| #115 | 2000年1月22日 13:02 |                              |                                       |                              |                                                                  |
| #115 | 2000年1月22日 13:02 | NTT西日本レグルス （1勝2敗） | 3 - 1 (25-21) (25-23) (16-25) (25-19) | 豊田合成トレフェルサ （3敗） | 草薙総合運動場体育会館 観客数: 3,300人 主審: 勝又正 副審: 富田満 |
| #115 | 2000年1月22日 13:02 |                              |                                       |                              | 草薙総合運動場体育会館 観客数: 3,300人 主審: 勝又正 副審: 富田満 |

| #116 | 2000年1月22日 15:12 |                           |                               |                            |                                                                      |
| #116 | 2000年1月22日 15:12 | 東レ・アローズ （1勝2敗） | 0 - 3 (27-29) (17-25) (16-25) | 新日鐵ブレイザーズ （3勝） | 草薙総合運動場体育会館 観客数: 3,300人 主審: 広田修二 副審: 浅見靖人 |
| #116 | 2000年1月22日 15:12 |                           |                               |                            | 草薙総合運動場体育会館 観客数: 3,300人 主審: 広田修二 副審: 浅見靖人 |

#### 1月23日
| #117 | 2000年1月23日 13:05 |                              |                                               |                                             |                                                        |
| #117 | 2000年1月23日 13:05 | NECブルーロケッツ （3勝1敗） | 2 - 3 (27-25) (25-17) (27-29) (23-25) (15-17) | 松下電器パナソニック・パンサーズ （3勝1敗） | 東京体育館 観客数: 9,000人 主審: 小柴滋 副審: 大塚達也 |
| #117 | 2000年1月23日 13:05 |                              |                                               |                                             | 東京体育館 観客数: 9,000人 主審: 小柴滋 副審: 大塚達也 |

| #118 | 2000年1月23日 15:43 |                                     |                                       |                         |                                                          |
| #118 | 2000年1月23日 15:43 | 富士フイルム・プラネッツ （2勝2敗） | 1 - 3 (21-25) (25-20) (21-25) (16-25) | JTサンダーズ （1勝3敗） | 東京体育館 観客数: 9,465人 主審: 小林朝実 副審: 堀越由高 |
| #118 | 2000年1月23日 15:43 |                                     |                                       |                         | 東京体育館 観客数: 9,465人 主審: 小林朝実 副審: 堀越由高 |

| #119 | 2000年1月23日 13:00 |                              |                               |                           |                                                              |
| #119 | 2000年1月23日 13:00 | NTT西日本レグルス （1勝3敗） | 0 - 3 (16-25) (22-25) (20-25) | 東レ・アローズ （2勝2敗） | 知多市民体育館 観客数: 2,200人 主審: 広田修二 副審: 浅見靖人 |
| #119 | 2000年1月23日 13:00 |                              |                               |                           | 知多市民体育館 観客数: 2,200人 主審: 広田修二 副審: 浅見靖人 |

| #120 | 2000年1月23日 14:50 |                              |                                       |                            |                                                            |
| #120 | 2000年1月23日 14:50 | 豊田合成トレフェルサ （4敗） | 1 - 3 (27-29) (28-26) (20-25) (19-25) | 新日鐵ブレイザーズ （4勝） | 知多市民体育館 観客数: 2,100人 主審: 勝又直 副審: 小林紀彦 |
| #120 | 2000年1月23日 14:50 |                              |                                       |                            | 知多市民体育館 観客数: 2,100人 主審: 勝又直 副審: 小林紀彦 |

#### 1月25日
| #121 | 2000年1月25日 18:00 |                                     |                                       |                            |                                                                              |
| #121 | 2000年1月25日 18:00 | 富士フイルム・プラネッツ （2勝3敗） | 1 - 3 (25-23) (19-25) (23-25) (19-25) | 新日鐵ブレイザーズ （5勝） | 南足柄市体育センター総合体育館 観客数: 1,350人 主審: 今野正明 副審: 田代英明 |
| #121 | 2000年1月25日 18:00 |                                     |                                       |                            | 南足柄市体育センター総合体育館 観客数: 1,350人 主審: 今野正明 副審: 田代英明 |

| #122 | 2000年1月25日 18:00 |                           |                                       |                            |                                                                        |
| #122 | 2000年1月25日 18:00 | 東レ・アローズ （3勝2敗） | 3 - 1 (18-25) (25-21) (25-20) (25-13) | 旭化成スパーキッズ （5敗） | 水島緑地福田公園体育館 観客数: 2,500人 主審: 高橋憲太郎 副審: 織本昌朗 |
| #122 | 2000年1月25日 18:00 |                           |                                       |                            | 水島緑地福田公園体育館 観客数: 2,500人 主審: 高橋憲太郎 副審: 織本昌朗 |

#### 1月28日
| #123 | 2000年1月28日 17:00 |                            |                               |                                     |                                                              |
| #123 | 2000年1月28日 17:00 | 旭化成スパーキッズ （6敗） | 2 - 3 (19-25) (25-20) (20-22) | 富士フイルム・プラネッツ （3勝3敗） | 大阪府立体育会館 観客数: 1,100人 主審: 田野敏彦 副審: 江下毅 |
| #123 | 2000年1月28日 17:00 |                            |                               |                                     | 大阪府立体育会館 観客数: 1,100人 主審: 田野敏彦 副審: 江下毅 |

| #124 | 2000年1月28日 19:15 |                                             |                                               |                              |                                                              |
| #124 | 2000年1月28日 19:15 | 松下電器パナソニック・パンサーズ （4勝1敗） | 3 - 2 (25-13) (21-25) (22-25) (25-23) (15-12) | 豊田合成トレフェルサ （5敗） | 大阪府立体育会館 観客数: 1,100人 主審: 酒出修 副審: 田野昭彦 |
| #124 | 2000年1月28日 19:15 |                                             |                                               |                              | 大阪府立体育会館 観客数: 1,100人 主審: 酒出修 副審: 田野昭彦 |

#### 1月29日
| #125 | 2000年1月29日 14:05 |                         |                                       |                           |                                                                |
| #125 | 2000年1月29日 14:05 | JTサンダーズ （1勝4敗） | 1 - 3 (23-25) (25-22) (25-27) (17-25) | 東レ・アローズ （4勝2敗） | 大阪府立体育会館 観客数: 6,100人 主審: 田野昭彦 副審: 大塚春夫 |
| #125 | 2000年1月29日 14:05 |                         |                                       |                           | 大阪府立体育会館 観客数: 6,100人 主審: 田野昭彦 副審: 大塚春夫 |

| #126 | 2000年1月29日 16:25 |                                     |                                               |                                             |                                                              |
| #126 | 2000年1月29日 16:25 | 富士フイルム・プラネッツ （4勝3敗） | 3 - 2 (25-23) (20-25) (25-21) (26-28) (15-11) | 松下電器パナソニック・パンサーズ （4勝2敗） | 大阪府立体育会館 観客数: 3,800人 主審: 酒出修 副審: 田野敏彦 |
| #126 | 2000年1月29日 16:25 |                                     |                                               |                                             | 大阪府立体育会館 観客数: 3,800人 主審: 酒出修 副審: 田野敏彦 |

| #127 | 2000年1月29日 14:00 |                              |                               |                                 |                                                            |
| #127 | 2000年1月29日 14:00 | NECブルーロケッツ （4勝1敗） | 3 - 0 (25-19) (25-18) (25-19) | サントリーサンバーズ （4勝1敗） | 徳島市立体育館 観客数: 3,000人 主審: 塚本健 副審: 今野正明 |
| #127 | 2000年1月29日 14:00 |                              |                               |                                 | 徳島市立体育館 観客数: 3,000人 主審: 塚本健 副審: 今野正明 |

| #128 | 2000年1月29日 15:45 |                              |                                       |                            |                                                              |
| #128 | 2000年1月29日 15:45 | NTT西日本レグルス （1勝4敗） | 1 - 3 (15-25) (25-20) (20-25) (21-25) | 新日鐵ブレイザーズ （6勝） | 徳島市立体育館 観客数: 3,000人 主審: 印藤智一 副審: 加治健男 |
| #128 | 2000年1月29日 15:45 |                              |                                       |                            | 徳島市立体育館 観客数: 3,000人 主審: 印藤智一 副審: 加治健男 |

#### 1月30日
| #129 | 2000年1月30日 13:05 |                           |                               |                              |                                                              |
| #129 | 2000年1月30日 13:05 | 東レ・アローズ （5勝2敗） | 3 - 0 (25-14) (29-27) (25-17) | 豊田合成トレフェルサ （6敗） | 大阪府立体育会館 観客数: 5,800人 主審: 酒出修 副審: 大塚春夫 |
| #129 | 2000年1月30日 13:05 |                           |                               |                              | 大阪府立体育会館 観客数: 5,800人 主審: 酒出修 副審: 大塚春夫 |

| #130 | 2000年1月30日 14:57 |                         |                                              |                            |                                                                |
| #130 | 2000年1月30日 14:57 | JTサンダーズ （2勝4敗） | 3 - 2 (25-16) (25-23) (24-26) (22-25) (15-9) | 旭化成スパーキッズ （7敗） | 大阪府立体育会館 観客数: 5,800人 主審: 田野敏彦 副審: 寺口克彦 |
| #130 | 2000年1月30日 14:57 |                         |                                              |                            | 大阪府立体育会館 観客数: 5,800人 主審: 田野敏彦 副審: 寺口克彦 |

| #131 | 2000年1月30日 13:00 |                              |                               |                            |                                                              |
| #131 | 2000年1月30日 13:00 | NECブルーロケッツ （4勝2敗） | 0 - 3 (23-25) (18-25) (17-25) | 新日鐵ブレイザーズ （7勝） | 徳島市立体育館 観客数: 3,300人 主審: 今野正明 副審: 印藤智一 |
| #131 | 2000年1月30日 13:00 |                              |                               |                            | 徳島市立体育館 観客数: 3,300人 主審: 今野正明 副審: 印藤智一 |

| #132 | 2000年1月30日 14:50 |                           |                               |                                 |                                                            |
| #132 | 2000年1月30日 14:50 | 西日本レグルス （1勝5敗） | 0 - 3 (20-25) (21-25) (15-25) | サントリーサンバーズ （5勝1敗） | 徳島市立体育館 観客数: 3,300人 主審: 加治健男 副審: 塚本健 |
| #132 | 2000年1月30日 14:50 |                           |                               |                                 | 徳島市立体育館 観客数: 3,300人 主審: 加治健男 副審: 塚本健 |

#### 2月2日
| #133 | 2000年2月2日 18:00 |                              |                                       |                         |                                                                |
| #133 | 2000年2月2日 18:00 | NECブルーロケッツ （5勝2敗） | 3 - 1 (20-25) (25-23) (38-36) (25-22) | JTサンダーズ （2勝5敗） | 町田市立総合体育館 観客数: 3,502人 主審: 小林朝実 副審: 富田満 |
| #133 | 2000年2月2日 18:00 |                              |                                       |                         | 町田市立総合体育館 観客数: 3,502人 主審: 小林朝実 副審: 富田満 |

| #134 | 2000年2月2日 18:00 |                              |                               |                                 |                                                                            |
| #134 | 2000年2月2日 18:00 | 豊田合成トレフェルサ （7敗） | 0 - 3 (16-25) (18-25) (16-25) | サントリーサンバーズ （6勝1敗） | 名古屋市枇杷島スポーツセンター 観客数: 2,200人 主審: 広田修二 副審: 舘健一 |
| #134 | 2000年2月2日 18:00 |                              |                               |                                 | 名古屋市枇杷島スポーツセンター 観客数: 2,200人 主審: 広田修二 副審: 舘健一 |

#### 2月4日
| #135 | 2000年2月4日 17:00 |                                             |                                               |                            |                                                                      |
| #135 | 2000年2月4日 17:00 | 松下電器パナソニック・パンサーズ （4勝3敗） | 2 - 3 (25-21) (25-23) (17-25) (19-25) (13-15) | 新日鐵ブレイザーズ （8勝） | 富山県西部体育センター 観客数: 2,250人 主審: 印藤智一 副審: 小林朝実 |
| #135 | 2000年2月4日 17:00 |                                             |                                               |                            | 富山県西部体育センター 観客数: 2,250人 主審: 印藤智一 副審: 小林朝実 |

| #136 | 2000年2月4日 19:36 |                           |                               |                                     |                                                                    |
| #136 | 2000年2月4日 19:36 | 東レ・アローズ （6勝2敗） | 3 - 0 (25-21) (25-20) (25-21) | 富士フイルム・プラネッツ （4勝4敗） | 富山県西部体育センター 観客数: 2,608人 主審: 橘田昇 副審: 三見洋子 |
| #136 | 2000年2月4日 19:36 |                           |                               |                                     | 富山県西部体育センター 観客数: 2,608人 主審: 橘田昇 副審: 三見洋子 |

#### 2月5日
| #137 | 2000年2月5日 14:08 |                               |                                       |                                 |                                                                |
| #137 | 2000年2月5日 14:08 | 新日鐵ブレイザーズ （8勝1敗） | 1 - 3 (25-27) (25-17) (20-25) (14-25) | サントリーサンバーズ （7勝1敗） | 富山市総合体育館 観客数: 5,300人 主審: 小林朝実 副審: 印藤智一 |
| #137 | 2000年2月5日 14:08 |                               |                                       |                                 | 富山市総合体育館 観客数: 5,300人 主審: 小林朝実 副審: 印藤智一 |

| #138 | 2000年2月5日 16:15 |                              |                                       |                           |                                                              |
| #138 | 2000年2月5日 16:15 | NECブルーロケッツ （6勝2敗） | 3 - 1 (25-18) (22-25) (25-22) (25-23) | 東レ・アローズ （6勝3敗） | 富山市総合体育館 観客数: 5,315人 主審: 橘田昇 副審: 三見洋子 |
| #138 | 2000年2月5日 16:15 |                              |                                       |                           | 富山市総合体育館 観客数: 5,315人 主審: 橘田昇 副審: 三見洋子 |

| #139 | 2000年2月5日 14:00 |                               |                               |                              |                                                                      |
| #139 | 2000年2月5日 14:00 | 旭化成スパーキッズ （1勝7敗） | 3 - 1 (20-25) (25-23) (25-22) | NTT西日本レグルス （1勝6敗） | 水島緑地福田公園体育館 観客数: 1,020人 主審: 石井洋壮 副審: 田野敏彦 |
| #139 | 2000年2月5日 14:00 |                               |                               |                              | 水島緑地福田公園体育館 観客数: 1,020人 主審: 石井洋壮 副審: 田野敏彦 |

| #140 | 2000年2月5日 16:10 |                         |                               |                              |                                                                      |
| #140 | 2000年2月5日 16:10 | JTサンダーズ （3勝5敗） | 3 - 0 (25-19) (25-23) (25-21) | 豊田合成トレフェルサ （8敗） | 水島緑地福田公園体育館 観客数: 1,318人 主審: 芦田光巨 副審: 織本昌朗 |
| #140 | 2000年2月5日 16:10 |                         |                               |                              | 水島緑地福田公園体育館 観客数: 1,318人 主審: 芦田光巨 副審: 織本昌朗 |

#### 2月6日
| #141 | 2000年2月6日 13:01 |                              |                       |                                     |                                                                            |
| #141 | 2000年2月6日 13:01 | NECブルーロケッツ （7勝2敗） | 3 - 0 (28-26) (25-20) | 富士フイルム・プラネッツ （4勝5敗） | 氷見市ふれあいスポーツセンター 観客数: 3,550人 主審: 印藤智一 副審: 橘田昇 |
| #141 | 2000年2月6日 13:01 |                              |                       |                                     | 氷見市ふれあいスポーツセンター 観客数: 3,550人 主審: 印藤智一 副審: 橘田昇 |

| #142 | 2000年2月6日 14:50 |                                 |                                               |                                             |                                                                              |
| #142 | 2000年2月6日 14:50 | サントリーサンバーズ （7勝2敗） | 2 - 3 (23-25) (25-23) (23-25) (25-23) (12-15) | 松下電器パナソニック・パンサーズ （5勝3敗） | 氷見市ふれあいスポーツセンター 観客数: 3,550人 主審: 小林朝実 副審: 西川忠行 |
| #142 | 2000年2月6日 14:50 |                                 |                                               |                                             | 氷見市ふれあいスポーツセンター 観客数: 3,550人 主審: 小林朝実 副審: 西川忠行 |

| #143 | 2000年2月6日 13:00 |                         |                               |                              |                                                            |
| #143 | 2000年2月6日 13:00 | JTサンダーズ （4勝5敗） | 3 - 0 (25-20) (25-17) (25-19) | NTT西日本レグルス （1勝7敗） | 岡山県体育館 観客数: 1,578人 主審: 田野敏彦 副審: 織本昌朗 |
| #143 | 2000年2月6日 13:00 |                         |                               |                              | 岡山県体育館 観客数: 1,578人 主審: 田野敏彦 副審: 織本昌朗 |

| #144 | 2000年2月6日 14:45 |                               |                                               |                              |                                                            |
| #144 | 2000年2月6日 14:45 | 旭化成スパーキッズ （2勝7敗） | 3 - 2 (25-23) (15-25) (25-23) (17-25) (15-13) | 豊田合成トレフェルサ （9敗） | 岡山県体育館 観客数: 1,578人 主審: 石井洋壮 副審: 芦田光巨 |
| #144 | 2000年2月6日 14:45 |                               |                                               |                              | 岡山県体育館 観客数: 1,578人 主審: 石井洋壮 副審: 芦田光巨 |

#### 2月9日
| #145 | 2000年2月9日 19:00 |                              |                               |                                             |                                                              |
| #145 | 2000年2月9日 19:00 | NTT西日本レグルス （1勝8敗） | 0 - 3 (19-25) (20-25) (19-25) | 松下電器パナソニック・パンサーズ （6勝3敗） | 守口市民体育館 観客数: 2,200人 主審: 伊藤博之 副審: 田野敏彦 |
| #145 | 2000年2月9日 19:00 |                              |                               |                                             | 守口市民体育館 観客数: 2,200人 主審: 伊藤博之 副審: 田野敏彦 |

#### 1Legの結果
| 順位 | チーム名                         | 試合数 | 勝数 | 敗数 | 勝率  | 備考                        |
| ---- | -------------------------------- | ------ | ---- | ---- | ----- | --------------------------- |
| 1    | 新日鐵ブレイザーズ               | 9      | 8    | 1    | 0.889 |                             |
| 2    | サントリーサンバーズ             | 9      | 7    | 2    | 0.778 | セット率 2.091 得点率 1.098 |
| 3    | NECブルーロケッツ                | 9      | 7    | 2    | 0.778 | セット率 2.091 得点率 1.091 |
| 4    | 東レ・アローズ                   | 9      | 6    | 3    | 0.667 | セット率 1.909              |
| 5    | 松下電器パナソニック・パンサーズ | 9      | 6    | 3    | 0.667 | セット率 1.375              |
| 6    | JTサンダーズ                     | 9      | 4    | 5    | 0.444 | セット率 0.778              |
| 7    | 富士フイルム・プラネッツ         | 9      | 4    | 5    | 0.444 | セット率 0.700              |
| 8    | 旭化成スパーキッズ               | 9      | 2    | 7    | 0.222 |                             |
| 9    | NTT西日本レグルス                | 9      | 1    | 8    | 0.111 |                             |
| 10   | 豊田合成トレフェルサ             | 9      | 0    | 9    | 0.000 |                             |

### 2Leg

#### 2月11日
| #146 | 2000年2月11日 13:00 |                               |                               |                         |                                                                |
| #146 | 2000年2月11日 13:00 | 新日鐵ブレイザーズ （9勝1敗） | 3 - 0 (26-24) (25-21) (25-23) | JTサンダーズ （4勝6敗） | 鹿児島アリーナ 観客数: 4,550人 主審: 加治建男 副審: 高橋健太郎 |
| #146 | 2000年2月11日 13:00 |                               |                               |                         | 鹿児島アリーナ 観客数: 4,550人 主審: 加治建男 副審: 高橋健太郎 |

| #147 | 2000年2月11日 15:00 |                              |                               |                                 |                                                              |
| #147 | 2000年2月11日 15:00 | NTT西日本レグルス （1勝9敗） | 0 - 3 (18-25) (19-25) (21-25) | サントリーサンバーズ （8勝2敗） | 鹿児島アリーナ 観客数: 4,630人 主審: 石井洋壮 副審: 上村利也 |
| #147 | 2000年2月11日 15:00 |                              |                               |                                 | 鹿児島アリーナ 観客数: 4,630人 主審: 石井洋壮 副審: 上村利也 |

#### 2月12日
| #148 | 2000年2月12日 14:00 |                           |                                               |                         |                                                                 |
| #148 | 2000年2月12日 14:00 | 東レ・アローズ （6勝4敗） | 2 - 3 (25-20) (23-25) (22-25) (25-17) (11-15) | JTサンダーズ （5勝6敗） | 八代市総合体育館 観客数: 3,97人 主審: 高橋憲太郎 副審: 加治健男 |
| #148 | 2000年2月12日 14:00 |                           |                                               |                         | 八代市総合体育館 観客数: 3,97人 主審: 高橋憲太郎 副審: 加治健男 |

| #149 | 2000年2月12日 16:30 |                                 |                               |                               |                                                                |
| #149 | 2000年2月12日 16:30 | サントリーサンバーズ （9勝2敗） | 3 - 0 (25-23) (25-17) (25-13) | 旭化成スパーキッズ （2勝8敗） | 八代市総合体育館 観客数: 4,061人 主審: 石井洋荘 副審: 山田禎郎 |
| #149 | 2000年2月12日 16:30 |                                 |                               |                               | 八代市総合体育館 観客数: 4,061人 主審: 石井洋荘 副審: 山田禎郎 |

| #150 | 2000年2月12日 14:00 |                                             |                       |                              |                                                                                |
| #150 | 2000年2月12日 14:00 | 松下電器パナソニック・パンサーズ （7勝3敗） | 3 - 0 (25-19) (25-23) | NECブルーロケッツ （7勝3敗） | 一関市総合体育館（ユードーム） 観客数: 3,394人 主審: 佐々木克之 副審: 村上成司 |
| #150 | 2000年2月12日 14:00 |                                             |                       |                              | 一関市総合体育館（ユードーム） 観客数: 3,394人 主審: 佐々木克之 副審: 村上成司 |

| #151 | 2000年2月12日 15:46 |                               |                                       |                                     |                                                                              |
| #151 | 2000年2月12日 15:46 | 豊田合成トレフェルサ （10敗） | 2 - 3 (23-25) (25-23) (22-25) (11-15) | 富士フイルム・プラネッツ （5勝5敗） | 一関市総合体育館（ユードーム） 観客数: 3,394人 主審: 印藤智一 副審: 千葉智行 |
| #151 | 2000年2月12日 15:46 |                               |                                       |                                     | 一関市総合体育館（ユードーム） 観客数: 3,394人 主審: 印藤智一 副審: 千葉智行 |

#### 2月13日
| #152 | 2000年2月13日 13:00 |                               |                               |                                |                                                                        |
| #152 | 2000年2月13日 13:00 | 旭化成スパーキッズ （2勝9敗） | 0 - 3 (14-25) (17-25) (19-25) | 新日鐵ブレイザーズ （10勝1敗） | 都城市体育文化センター 観客数: 3,765人 主審: 加治健男 副審: 高橋憲太郎 |
| #152 | 2000年2月13日 13:00 |                               |                               |                                | 都城市体育文化センター 観客数: 3,765人 主審: 加治健男 副審: 高橋憲太郎 |

| #153 | 2000年2月13日 14:45 |                               |                                       |                           |                                                                      |
| #153 | 2000年2月13日 14:45 | NTT西日本レグルス （1勝10敗） | 1 - 3 (15-25) (27-29) (25-21) (15-25) | 東レ・アローズ （7勝4敗） | 都城市体育文化センター 観客数: 4,236人 主審: 中馬義郎 副審: 桜田和広 |
| #153 | 2000年2月13日 14:45 |                               |                                       |                           | 都城市体育文化センター 観客数: 4,236人 主審: 中馬義郎 副審: 桜田和広 |

| #154 | 2000年2月13日 13:00 |                               |                              |                                             |                                                              |
| #154 | 2000年2月13日 13:00 | 豊田合成トレフェルサ （11敗） | 0 - 3 (24-26) (9-25) (23-25) | 松下電器パナソニック・パンサーズ （8勝3敗） | 北上総合体育館 観客数: 3,125人 主審: 印藤智一 副審: 菊地博美 |
| #154 | 2000年2月13日 13:00 |                               |                              |                                             | 北上総合体育館 観客数: 3,125人 主審: 印藤智一 副審: 菊地博美 |

| #155 | 2000年2月13日 14:55 |                                     |                                       |                              |                                                                |
| #155 | 2000年2月13日 14:55 | 富士フイルム・プラネッツ （6勝5敗） | 3 - 1 (19-25) (25-23) (25-16) (25-20) | NECブルーロケッツ （7勝4敗） | 北上総合体育館 観客数: 3,125人 主審: 佐々木克之 副審: 村上成司 |
| #155 | 2000年2月13日 14:55 |                                     |                                       |                              | 北上総合体育館 観客数: 3,125人 主審: 佐々木克之 副審: 村上成司 |

#### 2月16日
| #156 | 2000年2月16日 18:00 |                               |                               |                           |                                                            |
| #156 | 2000年2月16日 18:00 | 豊田合成トレフェルサ （12敗） | 0 - 3 (20-25) (22-25) (21-25) | 東レ・アローズ （8勝4敗） | 三島市民体育館 観客数: 2,000人 主審: 勝又正 副審: 田代英明 |
| #156 | 2000年2月16日 18:00 |                               |                               |                           | 三島市民体育館 観客数: 2,000人 主審: 勝又正 副審: 田代英明 |

#### 2月18日
| #157 | 2000年2月18日 16:00 |                              |                               |                               |                                                          |
| #157 | 2000年2月18日 16:00 | NECブルーロケッツ （8勝4敗） | 3 - 0 (25-20) (25-19) (25-22) | 豊田合成トレフェルサ （13敗） | 東京体育館 観客数: 5,800人 主審: 小林朝実 副審: 斎藤聖二 |
| #157 | 2000年2月18日 16:00 |                              |                               |                               | 東京体育館 観客数: 5,800人 主審: 小林朝実 副審: 斎藤聖二 |

| #158 | 2000年2月18日 17:50 |                                |                               |                           |                                                        |
| #158 | 2000年2月18日 17:50 | 旭化成スパーキッズ （2勝10敗） | 0 - 3 (21-25) (22-25) (21-25) | 東レ・アローズ （9勝4敗） | 東京体育館 観客数: 6,859人 主審: 富田満 副審: 田代英明 |
| #158 | 2000年2月18日 17:50 |                                |                               |                           | 東京体育館 観客数: 6,859人 主審: 富田満 副審: 田代英明 |

#### 2月19日
| #159 | 2000年2月19日 14:05 |                                |                               |                                  |                                                          |
| #159 | 2000年2月19日 14:05 | 旭化成スパーキッズ （2勝11敗） | 0 - 3 (25-27) (21-25) (17-25) | 豊田合成トレフェルサ （1勝13敗） | 東京体育館 観客数: 3,000人 主審: 大塚達也 副審: 小林朝実 |
| #159 | 2000年2月19日 14:05 |                                |                               |                                  | 東京体育館 観客数: 3,000人 主審: 大塚達也 副審: 小林朝実 |

| #160 | 2000年2月19日 15:56 |                                  |                                       |                                |                                                      |
| #160 | 2000年2月19日 15:56 | サントリーサンバーズ （10勝2敗） | 3 - 1 (27-29) (25-23) (27-25) (25-19) | 新日鐵ブレイザーズ （10勝2敗） | 東京体育館 観客数: 4,788人 主審: 小柴滋 副審: 富田満 |
| #160 | 2000年2月19日 15:56 |                                  |                                       |                                | 東京体育館 観客数: 4,788人 主審: 小柴滋 副審: 富田満 |

| #161 | 2000年2月19日 14:00 |                                             |                                       |                                     |                                                                                          |
| #161 | 2000年2月19日 14:00 | 松下電器パナソニック・パンサーズ （8勝4敗） | 1 - 3 (25-20) (19-25) (23-25) (18-25) | 富士フイルム・プラネッツ （7勝5敗） | 広島市立総合体育館（広島グリーンアリーナ） 観客数: 3,220人 主審: 芦田光巨 副審: 冨田博一 |
| #161 | 2000年2月19日 14:00 |                                             |                                       |                                     | 広島市立総合体育館（広島グリーンアリーナ） 観客数: 3,220人 主審: 芦田光巨 副審: 冨田博一 |

| #162 | 2000年2月19日 16:06 |                         |                                       |                               |                                                                                        |
| #162 | 2000年2月19日 16:06 | JTサンダーズ （6勝6敗） | 3 - 1 (25-12) (25-17) (23-25) (25-22) | NTT西日本レグルス （1勝11敗） | 広島市立総合体育館（広島グリーンアリーナ） 観客数: 3,800人 主審: 富田満 副審: 田野昭彦 |
| #162 | 2000年2月19日 16:06 |                         |                                       |                               | 広島市立総合体育館（広島グリーンアリーナ） 観客数: 3,800人 主審: 富田満 副審: 田野昭彦 |

#### 2月20日
| #163 | 2000年2月20日 13:07 |                                  |                                       |                            |                                                           |
| #163 | 2000年2月20日 13:07 | サントリーサンバーズ （10勝3敗） | 1 - 3 (22-25) (26-24) (22-25) (18-25) | 東レ・アローズ （10勝4敗） | 東京体育館 観客数: 11,000人 主審: 小林朝実 副審: 山田道人 |
| #163 | 2000年2月20日 13:07 |                                  |                                       |                            | 東京体育館 観客数: 11,000人 主審: 小林朝実 副審: 山田道人 |

| #164 | 2000年2月20日 15:21 |                              |                       |                                |                                                         |
| #164 | 2000年2月20日 15:21 | NECブルーロケッツ （9勝4敗） | 3 - 0 (25-19) (25-14) | 新日鐵ブレイザーズ （10勝3敗） | 東京体育館 観客数: 11,567人 主審: 大塚達也 副審: 小柴滋 |
| #164 | 2000年2月20日 15:21 |                              |                       |                                | 東京体育館 観客数: 11,567人 主審: 大塚達也 副審: 小柴滋 |

| #165 | 2000年2月20日 13:00 |                         |                                       |                                     |                                                                                          |
| #165 | 2000年2月20日 13:00 | JTサンダーズ （7勝6敗） | 3 - 1 (21-25) (25-21) (25-22) (25-15) | 富士フイルム・プラネッツ （7勝6敗） | 広島市立総合体育館（広島グリーンアリーナ） 観客数: 6,000人 主審: 芦田光巨 副審: 田野昭彦 |
| #165 | 2000年2月20日 13:00 |                         |                                       |                                     | 広島市立総合体育館（広島グリーンアリーナ） 観客数: 6,000人 主審: 芦田光巨 副審: 田野昭彦 |

| #166 | 2000年2月20日 15:10 |                                             |                               |                               |                                                                                          |
| #166 | 2000年2月20日 15:10 | 松下電器パナソニック・パンサーズ （8勝5敗） | 0 - 3 (19-25) (23-25) (27-29) | NTT西日本レグルス （2勝11敗） | 広島市立総合体育館（広島グリーンアリーナ） 観客数: 4,000人 主審: 石井洋壮 副審: 冨田博一 |
| #166 | 2000年2月20日 15:10 |                                             |                               |                               | 広島市立総合体育館（広島グリーンアリーナ） 観客数: 4,000人 主審: 石井洋壮 副審: 冨田博一 |

#### 2月23日
| #167 | 2000年2月23日 18:30 |                                |                                      |                                             |                                                              |
| #167 | 2000年2月23日 18:30 | 新日鐵ブレイザーズ （11勝3敗） | 3 - 2 (20-25) (29-27) (25-21) (15-9) | 松下電器パナソニック・パンサーズ （8勝6敗） | 堺市立金岡体育館 観客数: 3,400人 主審: 田野昭彦 副審: 江下毅 |
| #167 | 2000年2月23日 18:30 |                                |                                      |                                             | 堺市立金岡体育館 観客数: 3,400人 主審: 田野昭彦 副審: 江下毅 |

| #168 | 2000年2月23日 18:00 |                               |                               |                               |                                                                              |
| #168 | 2000年2月23日 18:00 | NECブルーロケッツ （10勝4敗） | 3 - 0 (25-18) (25-22) (26-24) | NTT西日本レグルス （2勝12敗） | 名古屋市枇杷島スポーツセンター 観客数: 2,400人 主審: 広田修二 副審: 浅見靖人 |
| #168 | 2000年2月23日 18:00 |                               |                               |                               | 名古屋市枇杷島スポーツセンター 観客数: 2,400人 主審: 広田修二 副審: 浅見靖人 |

#### 2月25日
| #169 | 2000年2月25日 16:00 |                            |                               |                                |                                                                            |
| #169 | 2000年2月25日 16:00 | 東レ・アローズ （10勝5敗） | 0 - 3 (18-25) (23-25) (16-25) | 新日鐵ブレイザーズ （12勝3敗） | 南足柄市体育センター総合体育館 観客数: 2,000人 主審: 酒出修 副審: 柴崎一男 |
| #169 | 2000年2月25日 16:00 |                            |                               |                                | 南足柄市体育センター総合体育館 観客数: 2,000人 主審: 酒出修 副審: 柴崎一男 |

| #170 | 2000年2月25日 17:50 |                                |                               |                                     |                                                                            |
| #170 | 2000年2月25日 17:50 | 旭化成スパーキッズ （2勝12敗） | 0 - 3 (14-25) (16-25) (20-25) | 富士フイルム・プラネッツ （8勝6敗） | 南足柄市体育センター総合体育館 観客数: 2,267人 主審: 勝又正 副審: 土佐和樹 |
| #170 | 2000年2月25日 17:50 |                                |                               |                                     | 南足柄市体育センター総合体育館 観客数: 2,267人 主審: 勝又正 副審: 土佐和樹 |

#### 2月26日
| #171 | 2000年2月26日 14:00 |                               |                                               |                                  |                                                                    |
| #171 | 2000年2月26日 14:00 | NTT西日本レグルス （2勝12敗） | 2 - 3 (25-20) (28-26) (22-25) (21-25) (13-15) | 豊田合成トレフェルサ （2勝13敗） | 藤沢市秋葉台文化体育館 観客数: 2,600人 主審: 酒出修 副審: 土佐和樹 |
| #171 | 2000年2月26日 14:00 |                               |                                               |                                  | 藤沢市秋葉台文化体育館 観客数: 2,600人 主審: 酒出修 副審: 土佐和樹 |

| #172 | 2000年2月26日 16:40 |                                     |               |                            |                                                                    |
| #172 | 2000年2月26日 16:40 | 富士フイルム・プラネッツ （8勝7敗） | 0 - 3 (22-25) | 東レ・アローズ （11勝5敗） | 藤沢市秋葉台文化体育館 観客数: 3,576人 主審: 勝又正 副審: 柴崎一男 |
| #172 | 2000年2月26日 16:40 |                                     |               |                            | 藤沢市秋葉台文化体育館 観客数: 3,576人 主審: 勝又正 副審: 柴崎一男 |

| #173 | 2000年2月26日 14:00 |                                  |                               |                               |                                                          |
| #173 | 2000年2月26日 14:00 | サントリーサンバーズ （10勝4敗） | 0 - 3 (22-25) (20-25) (19-25) | NECブルーロケッツ （11勝4敗） | 京都府立体育館 観客数: 6,500人 主審: 橘田昇 副審: 小野将 |
| #173 | 2000年2月26日 14:00 |                                  |                               |                               | 京都府立体育館 観客数: 6,500人 主審: 橘田昇 副審: 小野将 |

| #174 | 2000年2月26日 15:40 |                         |                                       |                                             |                                                            |
| #174 | 2000年2月26日 15:40 | JTサンダーズ （8勝6敗） | 3 - 1 (25-20) (26-28) (27-25) (26-24) | 松下電器パナソニック・パンサーズ （8勝7敗） | 京都府立体育館 観客数: 6,500人 主審: 広田修二 副審: 手塚仁 |
| #174 | 2000年2月26日 15:40 |                         |                                       |                                             | 京都府立体育館 観客数: 6,500人 主審: 広田修二 副審: 手塚仁 |

#### 2月27日
| #175 | 2000年2月27日 13:00 |                               |                               |                                |                                                            |
| #175 | 2000年2月27日 13:00 | NTT西日本レグルス （3勝13敗） | 3 - 0 (25-18) (25-19) (25-23) | 旭化成スパーキッズ （2勝13敗） | 横浜国際プール 観客数: 1,500人 主審: 勝又正 副審: 土佐和樹 |
| #175 | 2000年2月27日 13:00 |                               |                               |                                | 横浜国際プール 観客数: 1,500人 主審: 勝又正 副審: 土佐和樹 |

| #176 | 2000年2月27日 14:40 |                                  |                                       |                                |                                                            |
| #176 | 2000年2月27日 14:40 | 豊田合成トレフェルサ （2勝14敗） | 1 - 3 (17-25) (20-25) (25-23) (25-27) | 新日鐵ブレイザーズ （13勝3敗） | 横浜国際プール 観客数: 1,584人 主審: 酒出修 副審: 小林和幸 |
| #176 | 2000年2月27日 14:40 |                                  |                                       |                                | 横浜国際プール 観客数: 1,584人 主審: 酒出修 副審: 小林和幸 |

| #177 | 2000年2月27日 13:00 |                         |                                       |                               |                                                                |
| #177 | 2000年2月27日 13:00 | JTサンダーズ （8勝7敗） | 1 - 3 (27-25) (24-26) (18-25) (22-25) | NECブルーロケッツ （12勝4敗） | 京都府立体育館 観客数: 5,900人 主審: 高橋憲太郎 副審: 小野将人 |
| #177 | 2000年2月27日 13:00 |                         |                                       |                               | 京都府立体育館 観客数: 5,900人 主審: 高橋憲太郎 副審: 小野将人 |

| #178 | 2000年2月27日 15:15 |                                             |                               |                                  |                                                            |
| #178 | 2000年2月27日 15:15 | 松下電器パナソニック・パンサーズ （8勝8敗） | 0 - 3 (20-25) (23-25) (18-25) | サントリーサンバーズ （11勝4敗） | 京都府立体育館 観客数: 5,900人 主審: 広田修二 副審: 橘田昇 |
| #178 | 2000年2月27日 15:15 |                                             |                               |                                  | 京都府立体育館 観客数: 5,900人 主審: 広田修二 副審: 橘田昇 |

#### 2月29日
| #179 | 2000年2月29日 18:30 |                         |                                       |                                |                                                              |
| #179 | 2000年2月29日 18:30 | JTサンダーズ （9勝7敗） | 3 - 1 (25-11) (25-16) (24-26) (25-21) | 旭化成スパーキッズ （2勝14敗） | 猫田記念体育館 観客数: 1,300人 主審: 石井洋壮 副審: 冨田博一 |
| #179 | 2000年2月29日 18:30 |                         |                                       |                                | 猫田記念体育館 観客数: 1,300人 主審: 石井洋壮 副審: 冨田博一 |

#### 3月1日
| #180 | 2000年3月1日 18:30 |                                     |                                               |                                  |                                                              |
| #180 | 2000年3月1日 18:30 | 富士フイルム・プラネッツ （8勝8敗） | 2 - 3 (25-19) (22-25) (15-25) (25-22) (11-15) | サントリーサンバーズ （12勝4敗） | 大阪中央体育館 観客数: 3,100人 主審: 田野敏彦 副審: 伊藤博之 |
| #180 | 2000年3月1日 18:30 |                                     |                                               |                                  | 大阪中央体育館 観客数: 3,100人 主審: 田野敏彦 副審: 伊藤博之 |

#### 3月3日
| #181 | 2000年3月3日 17:00 |                                     |                               |                                |                                                              |
| #181 | 2000年3月3日 17:00 | 富士フイルム・プラネッツ （8勝9敗） | 1 - 3 (25-15) (17-25) (21-25) | 新日鐵ブレイザーズ （14勝3敗） | 飯田市鼎体育館 観客数: 2,030人 主審: 利根川忠史 副審: 小柴滋 |
| #181 | 2000年3月3日 17:00 |                                     |                               |                                | 飯田市鼎体育館 観客数: 2,030人 主審: 利根川忠史 副審: 小柴滋 |

| #182 | 2000年3月3日 19:07 |                                  |                       |                                  |                                                              |
| #182 | 2000年3月3日 19:07 | 豊田合成トレフェルサ （2勝15敗） | 0 - 3 (23-25) (19-25) | サントリーサンバーズ （13勝4敗） | 飯田市鼎体育館 観客数: 2,267人 主審: 小林朝実 副審: 加藤正明 |
| #182 | 2000年3月3日 19:07 |                                  |                       |                                  | 飯田市鼎体育館 観客数: 2,267人 主審: 小林朝実 副審: 加藤正明 |

#### 3月4日
| #183 | 2000年3月4日 15:02 |                          |                               |                                  |                                                                |
| #183 | 2000年3月4日 15:02 | JTサンダーズ （10勝7敗） | 3 - 0 (25-21) (26-24) (25-18) | 豊田合成トレフェルサ （2勝16敗） | 高森町民体育館 観客数: 2,240人 主審: 利根川忠史 副審: 小林朝実 |
| #183 | 2000年3月4日 15:02 |                          |                               |                                  | 高森町民体育館 観客数: 2,240人 主審: 利根川忠史 副審: 小林朝実 |

| #184 | 2000年3月4日 16:53 |                               |                               |                                     |                                                            |
| #184 | 2000年3月4日 16:53 | NTT西日本レグルス （3勝14敗） | 0 - 3 (15-25) (22-25) (19-25) | 富士フイルム・プラネッツ （9勝9敗） | 高森町民体育館 観客数: 2,294人 主審: 小柴滋 副審: 近藤力夫 |
| #184 | 2000年3月4日 16:53 |                               |                               |                                     | 高森町民体育館 観客数: 2,294人 主審: 小柴滋 副審: 近藤力夫 |

| #185 | 2000年3月4日 14:05 |                                             |                                       |                            |                                                                        |
| #185 | 2000年3月4日 14:05 | 松下電器パナソニック・パンサーズ （8勝9敗） | 1 - 3 (27-25) (23-25) (28-30) (23-25) | 東レ・アローズ （12勝5敗） | 山梨小瀬スポーツ公園体育館 観客数: 2,870人 主審: 大塚達也 副審: 勝又正 |
| #185 | 2000年3月4日 14:05 |                                             |                                       |                            | 山梨小瀬スポーツ公園体育館 観客数: 2,870人 主審: 大塚達也 副審: 勝又正 |

| #186 | 2000年3月4日 16:30 |                                |                               |                               |                                                                        |
| #186 | 2000年3月4日 16:30 | 旭化成スパーキッズ （2勝15敗） | 0 - 3 (18-25) (16-25) (21-25) | NECブルーロケッツ （13勝4敗） | 山梨小瀬スポーツ公園体育館 観客数: 2,870人 主審: 橘田昇 副審: 大沢正弘 |
| #186 | 2000年3月4日 16:30 |                                |                               |                               | 山梨小瀬スポーツ公園体育館 観客数: 2,870人 主審: 橘田昇 副審: 大沢正弘 |

#### 3月5日
| #187 | 2000年3月5日 13:00 |                                             |                               |                                |                                                                |
| #187 | 2000年3月5日 13:00 | 松下電器パナソニック・パンサーズ （9勝9敗） | 3 - 0 (25-19) (26-24) (25-18) | 旭化成スパーキッズ （2勝16敗） | 岡谷市民総合体育館 観客数: 3,858人 主審: 小柴滋 副審: 高畑陽二 |
| #187 | 2000年3月5日 13:00 |                                             |                               |                                | 岡谷市民総合体育館 観客数: 3,858人 主審: 小柴滋 副審: 高畑陽二 |

| #188 | 2000年3月5日 14:45 |                            |                                              |                               |                                                                    |
| #188 | 2000年3月5日 14:45 | 東レ・アローズ （12勝6敗） | 2 - 3 (15-25) (20-25) (28-26) (25-18) (8-15) | NECブルーロケッツ （14勝4敗） | 岡谷市民総合体育館 観客数: 4,038人 主審: 利根川忠央 副審: 小林朝実 |
| #188 | 2000年3月5日 14:45 |                            |                                              |                               | 岡谷市民総合体育館 観客数: 4,038人 主審: 利根川忠央 副審: 小林朝実 |

| #189 | 2000年3月5日 13:05 |                          |                                       |                                  |                                                                        |
| #189 | 2000年3月5日 13:05 | JTサンダーズ （10勝8敗） | 1 - 3 (25-18) (24-26) (15-25) (22-25) | サントリーサンバーズ （14勝4敗） | 山梨小瀬スポーツ公園体育館 観客数: 2,680人 主審: 勝又正 副審: 大塚達也 |
| #189 | 2000年3月5日 13:05 |                          |                                       |                                  | 山梨小瀬スポーツ公園体育館 観客数: 2,680人 主審: 勝又正 副審: 大塚達也 |

| #190 | 2000年3月5日 15:10 |                                |                                       |                               |                                                                        |
| #190 | 2000年3月5日 15:10 | 新日鐵ブレイザーズ （15勝3敗） | 3 - 1 (25-22) (22-25) (26-24) (25-20) | NTT西日本レグルス （3勝15敗） | 山梨小瀬スポーツ公園体育館 観客数: 2,680人 主審: 橘田昇 副審: 大沢正弘 |
| #190 | 2000年3月5日 15:10 |                                |                                       |                               | 山梨小瀬スポーツ公園体育館 観客数: 2,680人 主審: 橘田昇 副審: 大沢正弘 |

#### 2Legの結果
| 順位 | チーム名                         | 試合数 | 勝数 | 敗数 | 勝率  | 備考           |
| ---- | -------------------------------- | ------ | ---- | ---- | ----- | -------------- |
| 1    | NECブルーロケッツ                | 9      | 7    | 2    | 0.778 | セット率 2.444 |
| 2    | サントリーサンバーズ             | 9      | 7    | 2    | 0.778 | セット率 2.200 |
| 3    | 新日鐵ブレイザーズ               | 9      | 7    | 2    | 0.778 | セット率 2.000 |
| 4    | 東レ・アローズ                   | 9      | 6    | 3    | 0.667 | セット率 1.833 |
| 5    | JTサンダーズ                     | 9      | 6    | 3    | 0.667 | セット率 1.333 |
| 6    | 富士フイルム・プラネッツ         | 9      | 5    | 4    | 0.556 |                |
| 7    | 松下電器パナソニック・パンサーズ | 9      | 3    | 6    | 0.333 |                |
| 8    | NTT西日本レグルス                | 9      | 2    | 7    | 0.222 | セット率 0.524 |
| 9    | 豊田合成トレフェルサ             | 9      | 2    | 7    | 0.222 | セット率 0.391 |
| 10   | 旭化成スパーキッズ               | 9      | 0    | 9    | 0.000 |                |

### レギュラーラウンドの結果
| 順位 | チーム名                         | 試合数 | 勝数 | 敗数 | 勝率  | 備考           |
| ---- | -------------------------------- | ------ | ---- | ---- | ----- | -------------- |
| 1    | 新日鐵ブレイザーズ               | 18     | 15   | 3    | 0.833 |                |
| 2    | NECブルーロケッツ                | 18     | 14   | 4    | 0.778 | セット率 2.250 |
| 3    | サントリーサンバーズ             | 18     | 14   | 4    | 0.778 | セット率 2.143 |
| 4    | 東レ・アローズ                   | 18     | 12   | 6    | 0.667 |                |
| 5    | JTサンダーズ                     | 18     | 10   | 8    | 0.556 |                |
| 6    | 松下電器パナソニック・パンサーズ | 18     | 9    | 9    | 0.500 | セット率 1.059 |
| 7    | 富士フイルム・プラネッツ         | 18     | 9    | 9    | 0.500 | セット率 0.917 |
| 8    | NTT西日本レグルス                | 18     | 3    | 15   | 0.167 |                |
| 9    | 豊田合成トレフェルサ             | 18     | 2    | 16   | 0.111 | セット率 0.320 |
| 10   | 旭化成スパーキッズ               | 18     | 2    | 16   | 0.111 | セット率 0.294 |

### ファイナルラウンド

#### 3月17日
| #191 | 2000年3月17日 16:31 |                                              |                                              |                                          |                                                            |
| #191 | 2000年3月17日 16:31 | 新日鐵ブレイザーズ （レギュラーラウンド1位） | 3 - 2 (14-25) (26-24) (22-25) (25-21) (15-4) | 東レ・アローズ （レギュラーラウンド4位） | 東京体育館 観客数: 6,000人 主審: 利根川忠史 副審: 大塚達也 |
| #191 | 2000年3月17日 16:31 |                                              |                                              |                                          | 東京体育館 観客数: 6,000人 主審: 利根川忠史 副審: 大塚達也 |

| #192 | 2000年3月17日 19:00 |                                             |                                               |                                                |                                                      |
| #192 | 2000年3月17日 19:00 | NECブルーロケッツ （レギュラーラウンド2位） | 3 - 2 (20-25) (31-29) (19-25) (26-24) (15-11) | サントリーサンバーズ （レギュラーラウンド3位） | 東京体育館 観客数: 6,530人 主審: 勝又正 副審: 富田満 |
| #192 | 2000年3月17日 19:00 |                                             |                                               |                                                | 東京体育館 観客数: 6,530人 主審: 勝又正 副審: 富田満 |

#### 3月18日
| #193 | 2000年3月18日 11:00 |                                                |                               |                                              |                                                          |
| #193 | 2000年3月18日 11:00 | サントリーサンバーズ （レギュラーラウンド3位） | 3 - 0 (25-19) (25-18) (25-20) | 新日鐵ブレイザーズ （レギュラーラウンド1位） | 東京体育館 観客数: 7,500人 主審: 小柴滋 副審: 利根川忠史 |
| #193 | 2000年3月18日 11:00 |                                                |                               |                                              | 東京体育館 観客数: 7,500人 主審: 小柴滋 副審: 利根川忠史 |

| #194 | 2000年3月18日 13:00 |                                             |                               |                                          |                                                        |
| #194 | 2000年3月18日 13:00 | NECブルーロケッツ （レギュラーラウンド2位） | 0 - 3 (23-25) (22-25) (25-27) | 東レ・アローズ （レギュラーラウンド4位） | 東京体育館 観客数: 8,848人 主審: 勝又正 副審: 大塚達也 |
| #194 | 2000年3月18日 13:00 |                                             |                               |                                          | 東京体育館 観客数: 8,848人 主審: 勝又正 副審: 大塚達也 |

#### 3月19日
3位決定戦
| #195 | 2000年3月19日 11:00 |                                             |                                               |                                              |                                                          |
| #195 | 2000年3月19日 11:00 | NECブルーロケッツ （レギュラーラウンド2位） | 3 - 2 (25-13) (26-28) (25-23) (24-26) (18-16) | 新日鐵ブレイザーズ （レギュラーラウンド1位） | 東京体育館 観客数: 9,800人 主審: 利根川忠史 副審: 小柴滋 |
| #195 | 2000年3月19日 11:00 |                                             |                                               |                                              | 東京体育館 観客数: 9,800人 主審: 利根川忠史 副審: 小柴滋 |

決勝
| #196 | 2000年3月19日 13:33 |                                                |                               |                                          |                                                         |
| #196 | 2000年3月19日 13:33 | サントリーサンバーズ （レギュラーラウンド3位） | 3 - 0 (26-24) (25-23) (25-20) | 東レ・アローズ （レギュラーラウンド4位） | 東京体育館 観客数: 10,745人 主審: 小林朝実 副審: 勝又正 |
| #196 | 2000年3月19日 13:33 |                                                |                               |                                          | 東京体育館 観客数: 10,745人 主審: 小林朝実 副審: 勝又正 |

### 最終順位
| 順位   | チーム名                         | 備考 |
| ------ | -------------------------------- | ---- |
| 優勝   | サントリーサンバーズ             |      |
| 準優勝 | 東レ・アローズ                   |      |
| 3      | NECブルーロケッツ                |      |
| 4      | 新日鐵ブレイザーズ               |      |
| 5      | JTサンダーズ                     |      |
| 6      | 松下電器パナソニック・パンサーズ |      |
| 7      | 富士フイルム・プラネッツ         |      |
| 8      | NTT西日本レグルス                |      |
| 9      | 豊田合成トレフェルサ             |      |
| 10     | 旭化成スパーキッズ               |      |

### 個人賞
| No. | 賞名             | 受賞者               | 所属チーム               | 備考                |
| --- | ---------------- | -------------------- | ------------------------ | ------------------- |
| 1   | 優勝監督賞       | 桑田美仁             | サントリーサンバーズ     |                     |
| 2   | 最高殊勲選手賞   | ジルソン・ベルナルド | サントリーサンバーズ     |                     |
| 3   | 敢闘賞           | 加藤陽一             | 東レ・アローズ           |                     |
| 4   | 最優秀新人賞     | 加藤陽一             | 東レ・アローズ           |                     |
| 5   | ベスト6          | ジルソン・ベルナルド | サントリーサンバーズ     |                     |
| 5   | ベスト6          | トーマス・ホフ       | 東レ・アローズ           |                     |
| 5   | ベスト6          | 竹内実               | NECブルーロケッツ        |                     |
| 5   | ベスト6          | 中垣内祐一           | 新日鐵ブレイザーズ       |                     |
| 5   | ベスト6          | 佐々木太一           | サントリーサンバーズ     |                     |
| 5   | ベスト6          | 市橋祐之             | 新日鐵ブレイザーズ       |                     |
| 6   | 猛打賞           | ジルソン・ベルナルド | サントリーサンバーズ     | 5.71本/set          |
| 7   | レシーブ賞       | 青山繁               | 富士フイルム・プラネッツ |                     |
| 8   | 得点王           | ジルソン・ベルナルド | サントリーサンバーズ     | 総得点=451点        |
| 9   | スパイク賞       | トーマス・ホフ       | 東レ・アローズ           | 決定率62.5=%        |
| 10  | ブロック賞       | 朝日健太郎           | サントリーサンバーズ     | 決定本数=1.06本/set |
| 11  | サーブ賞         | ジルソン・ベルナルド | サントリーサンバーズ     | 効果率=20.4%        |
| 12  | サーブレシーブ賞 | 青山繁               | 富士フイルム・プラネッツ | 成功率=84.1%        |

### 第7回Vリーグ出場決定入替戦

#### 3月11日
| #197 | 2000年3月11日 |                                    |                               |                     |                  |
| #197 | 2000年3月11日 | 旭化成スパーキッズ （Vリーグ10位） | 3 - 1 (25-17) (24-26) (25-20) | NCI （V1リーグ1位） | ながと総合体育館 |
| #197 | 2000年3月11日 |                                    |                               |                     | ながと総合体育館 |

| #198 | 2000年3月11日 |                                     |                               |                                    |                  |
| #198 | 2000年3月11日 | 豊田合成トレフェルサ （Vリーグ9位） | 0 - 3 (23-25) (18-25) (24-26) | 日立国分トルメンタ （V1リーグ2位） | ながと総合体育館 |
| #198 | 2000年3月11日 |                                     |                               |                                    | ながと総合体育館 |

#### 3月12日
| #199 | 2000年3月12日 |                                    |                                               |                     |                  |
| #199 | 2000年3月12日 | 旭化成スパーキッズ （Vリーグ10位） | 3 - 2 (29-27) (21-25) (25-27) (41-39) (15-11) | NCI （V1リーグ1位） | ながと総合体育館 |
| #199 | 2000年3月12日 |                                    |                                               |                     | ながと総合体育館 |

| #200 | 2000年3月12日 |                                     |                                       |                                    |                  |
| #200 | 2000年3月12日 | 豊田合成トレフェルサ （Vリーグ9位） | 1 - 3 (25-23) (18-25) (20-25) (18-25) | 日立国分トルメンタ （V1リーグ2位） | ながと総合体育館 |
| #200 | 2000年3月12日 |                                     |                                       |                                    | ながと総合体育館 |

この結果、旭化成が次期Vリーグ残留を、日立国分が昇格を決めた。

## 女子

### 参加チーム
| 前回順位 | チーム名                     | 備考                           |
| -------- | ---------------------------- | ------------------------------ |
| 1        | 東洋紡オーキス               |                                |
| 2        | 日立ベルフィーユ             |                                |
| 3        | NECレッドロケッツ            |                                |
| 4        | デンソー・エアリービーズ     |                                |
| 5        | オレンジアタッカーズ         |                                |
| 6        | ユニチカ・フェニックス       |                                |
| 7        | イトーヨーカドー・プリオール |                                |
| 8        | 日立佐和リヴァーレ           |                                |
| 9        | シーガルズ                   | 東芝シーガルズがクラブチーム化 |
| -        | JTマーヴェラス               | V1リーグ1位                    |

### 1Leg

#### 12月17日
| #501 | 1999年12月17日 16:30 |                                      |                                              |                              |                                                        |
| #501 | 1999年12月17日 16:30 | イトーヨーカドー・プリオール （1勝） | 3 - 2 (25-17) (18-25) (22-25) (25-21) (15-6) | オレンジアタッカーズ （1敗） | 駒沢体育館 観客数: 2,500人 主審: 小林朝実 副審: 勝又正 |
| #501 | 1999年12月17日 16:30 |                                      |                                              |                              | 駒沢体育館 観客数: 2,500人 主審: 小林朝実 副審: 勝又正 |

| #502 | 1999年12月17日 18:30 |                          |                       |                           |                                                        |
| #502 | 1999年12月17日 18:30 | 日立ベルフィーユ （1敗） | 0 - 3 (16-25) (17-25) | NECレッドロケッツ （1勝） | 駒沢体育館 観客数: 2,803人 主審: 大塚達也 副審: 富田満 |
| #502 | 1999年12月17日 18:30 |                          |                       |                           | 駒沢体育館 観客数: 2,803人 主審: 大塚達也 副審: 富田満 |

#### 12月18日
| #503 | 1999年12月18日 14:05 |                                |                               |                        |                                                          |
| #503 | 1999年12月18日 14:05 | ユニチカ・フェニックス （1勝） | 3 - 0 (25-20) (25-22) (25-23) | JTマーヴェラス （1敗） | 駒沢体育館 観客数: 2,500人 主審: 小林朝実 副審: 田中昭彦 |
| #503 | 1999年12月18日 14:05 |                                |                               |                        | 駒沢体育館 観客数: 2,500人 主審: 小林朝実 副審: 田中昭彦 |

| #504 | 1999年12月18日 15:51 |                              |                               |                           |                                                        |
| #504 | 1999年12月18日 15:51 | オレンジアタッカーズ （2敗） | 0 - 3 (21-25) (19-25) (15-25) | NECレッドロケッツ （2勝） | 駒沢体育館 観客数: 3,634人 主審: 勝又正 副審: 大塚達也 |
| #504 | 1999年12月18日 15:51 |                              |                               |                           | 駒沢体育館 観客数: 3,634人 主審: 勝又正 副審: 大塚達也 |

| #505 | 1999年12月18日 14:00 |                        |                                       |                            |                                                                            |
| #505 | 1999年12月18日 14:00 | 東洋紡オーキス （1敗） | 1 - 3 (25-20) (19-25) (22-25) (13-25) | 日立佐和リヴァーレ （1勝） | 岡崎市中央総合公園総合体育館 観客数: 1,400人 主審: 広田修二 副審: 小林紀彦 |
| #505 | 1999年12月18日 14:00 |                        |                                       |                            | 岡崎市中央総合公園総合体育館 観客数: 1,400人 主審: 広田修二 副審: 小林紀彦 |

| #506 | 1999年12月18日 16:15 |                                  |                                       |                    |                                                                          |
| #506 | 1999年12月18日 16:15 | デンソー・エアリービーズ （1勝） | 3 - 1 (25-19) (25-27) (25-21) (26-24) | シーガルズ （1敗） | 岡崎市中央総合公園総合体育館 観客数: 1,800人 主審: 橘田昇 副審: 浅見靖人 |
| #506 | 1999年12月18日 16:15 |                                  |                                       |                    | 岡崎市中央総合公園総合体育館 観客数: 1,800人 主審: 橘田昇 副審: 浅見靖人 |

#### 12月19日
| #507 | 1999年12月19日 13:05 |                                         |                                       |                           |                                                          |
| #507 | 1999年12月19日 13:05 | イトーヨーカドー・プリオール （1勝1敗） | 2 - 3 (25-22) (20-25) (23-25) (16-18) | JTマーヴェラス （1勝1敗） | 駒沢体育館 観客数: 2,800人 主審: 大塚達也 副審: 田中昭彦 |
| #507 | 1999年12月19日 13:05 |                                         |                                       |                           | 駒沢体育館 観客数: 2,800人 主審: 大塚達也 副審: 田中昭彦 |

| #508 | 1999年12月19日 15:05 |                                |                               |                          |                                                      |
| #508 | 1999年12月19日 15:05 | ユニチカ・フェニックス （2勝） | 3 - 0 (25-23) (25-17) (25-23) | 日立ベルフィーユ （2敗） | 駒沢体育館 観客数: 3,527人 主審: 勝又正 副審: 富田満 |
| #508 | 1999年12月19日 15:05 |                                |                               |                          | 駒沢体育館 観客数: 3,527人 主審: 勝又正 副審: 富田満 |

| #509 | 1999年12月19日 13:00 |                       |                                       |                               |                                                                            |
| #509 | 1999年12月19日 13:00 | シーガルズ （1勝1敗） | 3 - 1 (25-15) (25-20) (22-25) (25-11) | 日立佐和リヴァーレ （1勝1敗） | 岡崎市中央総合公園総合体育館 観客数: 1,200人 主審: 広田修二 副審: 小林紀彦 |
| #509 | 1999年12月19日 13:00 |                       |                                       |                               | 岡崎市中央総合公園総合体育館 観客数: 1,200人 主審: 広田修二 副審: 小林紀彦 |

| #510 | 1999年12月19日 15:05 |                                  |                               |                        |                                                                          |
| #510 | 1999年12月19日 15:05 | デンソー・エアリービーズ （2勝） | 3 - 0 (25-21) (25-23) (25-17) | 東洋紡オーキス （2敗） | 岡崎市中央総合公園総合体育館 観客数: 2,300人 主審: 橘田昇 副審: 浅見靖人 |
| #510 | 1999年12月19日 15:05 |                                  |                               |                        | 岡崎市中央総合公園総合体育館 観客数: 2,300人 主審: 橘田昇 副審: 浅見靖人 |

#### 12月23日
| #511 | 1999年12月23日 13:00 |                                  |                               |                                   |                                                                  |
| #511 | 1999年12月23日 13:00 | デンソー・エアリービーズ （3勝） | 3 - 0 (25-18) (25-15) (25-18) | ユニチカ・フェニックス （2勝1敗） | 姫路市立中央体育館 観客数: 3,000人 主審: 芦田光巨 副審: 森岡伸次 |
| #511 | 1999年12月23日 13:00 |                                  |                               |                                   | 姫路市立中央体育館 観客数: 3,000人 主審: 芦田光巨 副審: 森岡伸次 |

| #512 | 1999年12月23日 14:30 |                                         |                                               |                       |                                                                    |
| #512 | 1999年12月23日 14:30 | イトーヨーカドー・プリオール （1勝2敗） | 2 - 3 (14-25) (25-21) (22-25) (25-20) (18-20) | シーガルズ （2勝1敗） | 姫路市立中央体育館 観客数: 3,000人 主審: 高橋憲太郎 副審: 田中昌宏 |
| #512 | 1999年12月23日 14:30 |                                         |                                               |                       | 姫路市立中央体育館 観客数: 3,000人 主審: 高橋憲太郎 副審: 田中昌宏 |

#### 12月25日
| #513 | 1999年12月25日 14:00 |                                     |                                       |                                 |                                                                                    |
| #513 | 1999年12月25日 14:00 | デンソー・エアリービーズ （3勝1敗） | 1 - 3 (21-25) (25-23) (15-25) (21-25) | オレンジアタッカーズ （1勝2敗） | 神戸総合運動公園グリーンアリーナ神戸 観客数: 2,000人 主審: 伊藤博之 副審: 藤田浩毅 |
| #513 | 1999年12月25日 14:00 |                                     |                                       |                                 | 神戸総合運動公園グリーンアリーナ神戸 観客数: 2,000人 主審: 伊藤博之 副審: 藤田浩毅 |

| #514 | 1999年12月25日 16:10 |                       |                               |                             |                                                                                    |
| #514 | 1999年12月25日 16:10 | シーガルズ （2勝2敗） | 0 - 3 (13-25) (21-25) (20-25) | 日立ベルフィーユ （1勝2敗） | 神戸総合運動公園グリーンアリーナ神戸 観客数: 3,000人 主審: 芦田光巨 副審: 田中昌宏 |
| #514 | 1999年12月25日 16:10 |                       |                               |                             | 神戸総合運動公園グリーンアリーナ神戸 観客数: 3,000人 主審: 芦田光巨 副審: 田中昌宏 |

| #515 | 1999年12月25日 14:00 |                               |                       |                           |                                                              |
| #515 | 1999年12月25日 14:00 | 日立佐和リヴァーレ （1勝2敗） | 0 - 3 (22-25) (11-25) | NECレッドロケッツ （3勝） | 福井県営体育館 観客数: 1,900人 主審: 西川友之 副審: 大塚春夫 |
| #515 | 1999年12月25日 14:00 |                               |                       |                           | 福井県営体育館 観客数: 1,900人 主審: 西川友之 副審: 大塚春夫 |

| #516 | 1999年12月25日 15:45 |                           |                               |                           |                                                            |
| #516 | 1999年12月25日 15:45 | 東洋紡オーキス （1勝2敗） | 3 - 0 (26-24) (25-18) (25-21) | JTマーヴェラス （1勝2敗） | 福井県営体育館 観客数: 1,900人 主審: 小柴滋 副審: 近藤博徳 |
| #516 | 1999年12月25日 15:45 |                           |                               |                           | 福井県営体育館 観客数: 1,900人 主審: 小柴滋 副審: 近藤博徳 |

#### 12月26日
| #517 | 1999年12月26日 13:00 |                                         |                                               |                             |                                                                                    |
| #517 | 1999年12月26日 13:00 | イトーヨーカドー・プリオール （2勝2敗） | 3 - 2 (25-18) (23-25) (25-21) (20-25) (15-12) | 日立ベルフィーユ （1勝3敗） | 神戸総合運動公園グリーンアリーナ神戸 観客数: 4,000人 主審: 芦田光巨 副審: 田中昌宏 |
| #517 | 1999年12月26日 13:00 |                                         |                                               |                             | 神戸総合運動公園グリーンアリーナ神戸 観客数: 4,000人 主審: 芦田光巨 副審: 田中昌宏 |

| #518 | 1999年12月26日 15:25 |                                   |                                       |                                 |                                                                                    |
| #518 | 1999年12月26日 15:25 | ユニチカ・フェニックス （2勝2敗） | 1 - 3 (18-25) (25-23) (22-25) (19-25) | オレンジアタッカーズ （2勝2敗） | 神戸総合運動公園グリーンアリーナ神戸 観客数: 4,800人 主審: 伊藤博之 副審: 藤田浩毅 |
| #518 | 1999年12月26日 15:25 |                                   |                                       |                                 | 神戸総合運動公園グリーンアリーナ神戸 観客数: 4,800人 主審: 伊藤博之 副審: 藤田浩毅 |

| #519 | 1999年12月26日 13:00 |                           |               |                               |                                                            |
| #519 | 1999年12月26日 13:00 | JTマーヴェラス （1勝3敗） | 0 - 3 (22-25) | 日立佐和リヴァーレ （2勝2敗） | 福井県営体育館 観客数: 2,400人 主審: 小柴滋 副審: 近藤博徳 |
| #519 | 1999年12月26日 13:00 |                           |               |                               | 福井県営体育館 観客数: 2,400人 主審: 小柴滋 副審: 近藤博徳 |

| #520 | 1999年12月26日 14:45 |                           |                                       |                           |                                                              |
| #520 | 1999年12月26日 14:45 | NECレッドロケッツ （4勝） | 3 - 1 (25-22) (23-25) (25-16) (25-21) | 東洋紡オーキス （1勝3敗） | 福井県営体育館 観客数: 2,400人 主審: 西川友之 副審: 大塚春夫 |
| #520 | 1999年12月26日 14:45 |                           |                                       |                           | 福井県営体育館 観客数: 2,400人 主審: 西川友之 副審: 大塚春夫 |

#### 1月8日
| #521 | 2000年1月8日 14:00 |                           |                                       |                                   |                                                              |
| #521 | 2000年1月8日 14:00 | NECレッドロケッツ （5勝） | 3 - 1 (25-22) (25-19) (33-35) (25-19) | ユニチカ・フェニックス （2勝3敗） | 柳川市民体育館 観客数: 3,400人 主審: 加治健男 副審: 中馬義郎 |
| #521 | 2000年1月8日 14:00 |                           |                                       |                                   | 柳川市民体育館 観客数: 3,400人 主審: 加治健男 副審: 中馬義郎 |

| #522 | 2000年1月8日 16:20 |                           |                                       |                                     |                                                            |
| #522 | 2000年1月8日 16:20 | JTマーヴェラス （1勝4敗） | 1 - 3 (11-25) (27-25) (11-25) (19-25) | デンソー・エアリービーズ （4勝1敗） | 柳川市民体育館 観客数: 3,400人 主審: 塚本健 副審: 甲斐田修 |
| #522 | 2000年1月8日 16:20 |                           |                                       |                                     | 柳川市民体育館 観客数: 3,400人 主審: 塚本健 副審: 甲斐田修 |

| #523 | 2000年1月8日 14:05 |                           |                               |                             |                                                                        |
| #523 | 2000年1月8日 14:05 | 東洋紡オーキス （1勝4敗） | 0 - 3 (17-25) (21-25) (22-25) | 日立ベルフィーユ （2勝3敗） | ひたちなか市総合体育館 観客数: 3,578人 主審: 利根川忠史 副審: 神林清松 |
| #523 | 2000年1月8日 14:05 |                           |                               |                             | ひたちなか市総合体育館 観客数: 3,578人 主審: 利根川忠史 副審: 神林清松 |

| #524 | 2000年1月8日 15:50 |                                        |                               |                               |                                                                        |
| #524 | 2000年1月8日 15:50 | イトーヨーカドー・プリオール（3勝2敗） | 3 - 0 (25-18) (25-16) (25-20) | 日立佐和リヴァーレ （2勝3敗） | ひたちなか市総合体育館 観客数: 3,578人 主審: 佐々木克之 副審: 大畠康弘 |
| #524 | 2000年1月8日 15:50 |                                        |                               |                               | ひたちなか市総合体育館 観客数: 3,578人 主審: 佐々木克之 副審: 大畠康弘 |

#### 1月9日
| #525 | 2000年1月9日 13:00 |                       |                               |                                 |                                                              |
| #525 | 2000年1月9日 13:00 | シーガルズ （2勝3敗） | 0 - 3 (18-25) (13-25) (20-25) | オレンジアタッカーズ （3勝2敗） | 田川市総合体育館 観客数: 3,200人 主審: 塚本健 副審: 白石眞士 |
| #525 | 2000年1月9日 13:00 |                       |                               |                                 | 田川市総合体育館 観客数: 3,200人 主審: 塚本健 副審: 白石眞士 |

| #526 | 2000年1月9日 14:50 |                           |                               |                                     |                                                                |
| #526 | 2000年1月9日 14:50 | NECレッドロケッツ （6勝） | 3 - 0 (25-20) (25-22) (25-15) | デンソー・エアリービーズ （4勝2敗） | 田川市総合体育館 観客数: 3,660人 主審: 加治健男 副審: 中馬義郎 |
| #526 | 2000年1月9日 14:50 |                           |                               |                                     | 田川市総合体育館 観客数: 3,660人 主審: 加治健男 副審: 中馬義郎 |

| #527 | 2000年1月9日 13:05 |                               |                                       |                             |                                                                  |
| #527 | 2000年1月9日 13:05 | 日立佐和リヴァーレ （2勝4敗） | 1 - 3 (15-25) (18-25) (25-21) (19-25) | 日立ベルフィーユ （3勝3敗） | 上尾市民体育館 観客数: 1,597人 主審: 利根川忠史 副審: 小野沢一宏 |
| #527 | 2000年1月9日 13:05 |                               |                                       |                             | 上尾市民体育館 観客数: 1,597人 主審: 利根川忠史 副審: 小野沢一宏 |

| #528 | 2000年1月9日 15:12 |                           |                               |                                        |                                                              |
| #528 | 2000年1月9日 15:12 | 東洋紡オーキス （2勝4敗） | 3 - 0 (25-22) (25-14) (25-20) | イトーヨーカドー・プリオール（3勝3敗） | 上尾市民体育館 観客数: 1,777人 主審: 佐々木克之 副審: 小柴滋 |
| #528 | 2000年1月9日 15:12 |                           |                               |                                        | 上尾市民体育館 観客数: 1,777人 主審: 佐々木克之 副審: 小柴滋 |

#### 1月10日
| #529 | 2000年1月10日 13:00 |                       |                               |                                   |                                                              |
| #529 | 2000年1月10日 13:00 | シーガルズ （2勝4敗） | 0 - 3 (19-25) (22-25) (25-27) | ユニチカ・フェニックス （3勝3敗） | アクシオン福岡 観客数: 1,704人 主審: 加治健男 副審: 中馬義郎 |
| #529 | 2000年1月10日 13:00 |                       |                               |                                   | アクシオン福岡 観客数: 1,704人 主審: 加治健男 副審: 中馬義郎 |

| #530 | 2000年1月10日 14:55 |                                 |                                               |                           |                                                            |
| #530 | 2000年1月10日 14:55 | オレンジアタッカーズ （3勝3敗） | 2 - 3 (25-27) (26-28) (25-20) (32-30) (12-15) | JTマーヴェラス （2勝4敗） | アクシオン福岡 観客数: 2,050人 主審: 塚本健 副審: 中西敬昭 |
| #530 | 2000年1月10日 14:55 |                                 |                                               |                           | アクシオン福岡 観客数: 2,050人 主審: 塚本健 副審: 中西敬昭 |

#### 1月15日
| #531 | 2000年1月15日 14:00 |                           |                               |                       |                                                                    |
| #531 | 2000年1月15日 14:00 | NECレッドロケッツ （7勝） | 3 - 0 (25-20) (25-23) (25-18) | シーガルズ （2勝5敗） | 黒部市総合体育センター 観客数: 2,400人 主審: 斎藤篤 副審: 三見洋子 |
| #531 | 2000年1月15日 14:00 |                           |                               |                       | 黒部市総合体育センター 観客数: 2,400人 主審: 斎藤篤 副審: 三見洋子 |

| #532 | 2000年1月15日 15:51 |                                         |                               |                                     |                                                                      |
| #532 | 2000年1月15日 15:51 | イトーヨーカドー・プリオール （3勝4敗） | 0 - 3 (28-30) (18-25) (24-26) | デンソー・エアリービーズ （5勝2敗） | 黒部市総合体育センター 観客数: 2,400人 主審: 大塚達也 副審: 田代英明 |
| #532 | 2000年1月15日 15:51 |                                         |                               |                                     | 黒部市総合体育センター 観客数: 2,400人 主審: 大塚達也 副審: 田代英明 |

#### 1月16日
| #533 | 2000年1月16日 13:00 |                           |                               |                                 |                                                                    |
| #533 | 2000年1月16日 13:00 | 東洋紡オーキス （3勝4敗） | 3 - 0 (25-15) (25-23) (25-22) | オレンジアタッカーズ （3勝4敗） | 八尾スポーツアリーナ 観客数: 2,100人 主審: 大塚達也 副審: 田代英明 |
| #533 | 2000年1月16日 13:00 |                           |                               |                                 | 八尾スポーツアリーナ 観客数: 2,100人 主審: 大塚達也 副審: 田代英明 |

| #534 | 2000年1月16日 15:05 |                             |                                              |                           |                                                                  |
| #534 | 2000年1月16日 15:05 | 日立ベルフィーユ （3勝4敗） | 2 - 3 (25-22) (24-26) (25-14) (30-32) (7-15) | JTマーヴェラス （3勝4敗） | 八尾スポーツアリーナ 観客数: 2,100人 主審: 斎藤篤 副審: 西川忠行 |
| #534 | 2000年1月16日 15:05 |                             |                                              |                           | 八尾スポーツアリーナ 観客数: 2,100人 主審: 斎藤篤 副審: 西川忠行 |

| #535 | 2000年1月16日 14:50 |                               |                               |                                   |                                                              |
| #535 | 2000年1月16日 14:50 | 日立佐和リヴァーレ （2勝5敗） | 0 - 3 (13-25) (19-25) (20-25) | ユニチカ・フェニックス （4勝3敗） | 大阪府立体育会館 観客数: 4,500人 主審: 芦田光巨 副審: 宇代徹 |
| #535 | 2000年1月16日 14:50 |                               |                               |                                   | 大阪府立体育会館 観客数: 4,500人 主審: 芦田光巨 副審: 宇代徹 |

#### 1月21日
| #536 | 2000年1月21日 17:00 |                                   |                                       |                           |                                                                |
| #536 | 2000年1月21日 17:00 | ユニチカ・フェニックス （4勝4敗） | 1 - 3 (23-25) (25-23) (12-25) (19-25) | 東洋紡オーキス （4勝4敗） | 大阪府立体育会館 観客数: 2,800人 主審: 田野敏彦 副審: 田野昭彦 |
| #536 | 2000年1月21日 17:00 |                                   |                                       |                           | 大阪府立体育会館 観客数: 2,800人 主審: 田野敏彦 副審: 田野昭彦 |

| #537 | 2000年1月21日 19:10 |                           |                               |                                         |                                                              |
| #537 | 2000年1月21日 19:10 | NECレッドロケッツ （8勝） | 3 - 0 (25-20) (25-17) (25-15) | イトーヨーカドー・プリオール （3勝5敗） | 大阪府立体育会館 観客数: 2,400人 主審: 伊藤博之 副審: 江下毅 |
| #537 | 2000年1月21日 19:10 |                           |                               |                                         | 大阪府立体育会館 観客数: 2,400人 主審: 伊藤博之 副審: 江下毅 |

#### 1月22日
| #538 | 2000年1月22日 15:00 |                       |                                               |                           |                                                                |
| #538 | 2000年1月22日 15:00 | シーガルズ （2勝6敗） | 2 - 3 (29-27) (23-25) (24-26) (25-21) (11-15) | JTマーヴェラス （4勝4敗） | 大阪府立体育会館 観客数: 2,800人 主審: 伊藤博之 副審: 田野敏彦 |
| #538 | 2000年1月22日 15:00 |                       |                                               |                           | 大阪府立体育会館 観客数: 2,800人 主審: 伊藤博之 副審: 田野敏彦 |

| #539 | 2000年1月22日 17:25 |                                   |                               |                                         |                                                              |
| #539 | 2000年1月22日 17:25 | ユニチカ・フェニックス （5勝4敗） | 3 - 0 (25-20) (25-18) (25-20) | イトーヨーカドー・プリオール （3勝6敗） | 大阪府立体育会館 観客数: 2,800人 主審: 田野昭彦 副審: 江下毅 |
| #539 | 2000年1月22日 17:25 |                                   |                               |                                         | 大阪府立体育会館 観客数: 2,800人 主審: 田野昭彦 副審: 江下毅 |

| #540 | 2000年1月22日 13:00 |                             |                                               |                                 |                                                                |
| #540 | 2000年1月22日 13:00 | 日立ベルフィーユ （3勝5敗） | 2 - 3 (25-22) (28-30) (23-25) (25-10) (11-15) | オレンジアタッカーズ （4勝4敗） | 新居浜市民体育館 観客数: 2,000人 主審: 石井洋壮 副審: 大塚春男 |
| #540 | 2000年1月22日 13:00 |                             |                                               |                                 | 新居浜市民体育館 観客数: 2,000人 主審: 石井洋壮 副審: 大塚春男 |

| #541 | 2000年1月22日 15:35 |                               |                               |                                     |                                                              |
| #541 | 2000年1月22日 15:35 | 日立佐和リヴァーレ （2勝6敗） | 0 - 3 (13-25) (18-25) (20-25) | デンソー・エアリービーズ （6勝2敗） | 新居浜市民体育館 観客数: 2,000人 主審: 酒出修 副審: 長井成明 |
| #541 | 2000年1月22日 15:35 |                               |                               |                                     | 新居浜市民体育館 観客数: 2,000人 主審: 酒出修 副審: 長井成明 |

#### 1月23日
| #542 | 2000年1月23日 13:00 |                       |                                       |                           |                                                              |
| #542 | 2000年1月23日 13:00 | シーガルズ （2勝7敗） | 1 - 3 (23-25) (26-24) (24-26) (20-25) | 東洋紡オーキス （5勝4敗） | 大阪府立体育会館 観客数: 3,100人 主審: 田野昭彦 副審: 西尾繁 |
| #542 | 2000年1月23日 13:00 |                       |                                       |                           | 大阪府立体育会館 観客数: 3,100人 主審: 田野昭彦 副審: 西尾繁 |

| #543 | 2000年1月23日 15:20 |                           |                                              |                           |                                                              |
| #543 | 2000年1月23日 15:20 | JTマーヴェラス （4勝5敗） | 2 - 3 (20-25) (25-15) (25-20) (24-26) (5-15) | NECレッドロケッツ （9勝） | 大阪府立体育会館 観客数: 2,800人 主審: 田野敏彦 副審: 江下毅 |
| #543 | 2000年1月23日 15:20 |                           |                                              |                           | 大阪府立体育会館 観客数: 2,800人 主審: 田野敏彦 副審: 江下毅 |

| #544 | 2000年1月23日 13:00 |                                     |                               |                             |                                                                                    |
| #544 | 2000年1月23日 13:00 | デンソー・エアリービーズ （6勝3敗） | 0 - 3 (17-25) (20-25) (22-25) | 日立ベルフィーユ （4勝5敗） | 松山市総合コミュニティセンター体育館 観客数: 2,200人 主審: 石井洋壮 副審: 大塚春男 |
| #544 | 2000年1月23日 13:00 |                                     |                               |                             | 松山市総合コミュニティセンター体育館 観客数: 2,200人 主審: 石井洋壮 副審: 大塚春男 |

| #545 | 2000年1月23日 15:00 |                                 |                                       |                               |                                                                                  |
| #545 | 2000年1月23日 15:00 | オレンジアタッカーズ （5勝4敗） | 3 - 1 (23-25) (25-23) (25-16) (25-12) | 日立佐和リヴァーレ （2勝7敗） | 松山市総合コミュニティセンター体育館 観客数: 2,200人 主審: 酒出修 副審: 樋野慎平 |
| #545 | 2000年1月23日 15:00 |                                 |                                       |                               | 松山市総合コミュニティセンター体育館 観客数: 2,200人 主審: 酒出修 副審: 樋野慎平 |

#### 1Legの結果
| 順位 | チーム名                     | 試合数 | 勝数 | 敗数 | 勝率  | 備考           |
| ---- | ---------------------------- | ------ | ---- | ---- | ----- | -------------- |
| 1    | NECレッドロケッツ            | 9      | 9    | 0    | 1.000 |                |
| 2    | デンソー・エアリービーズ     | 9      | 6    | 3    | 0.667 |                |
| 3    | ユニチカ・フェニックス       | 9      | 5    | 4    | 0.556 | セット率 1.500 |
| 4    | 東洋紡オーキス               | 9      | 5    | 4    | 0.556 | セット率 1.214 |
| 5    | オレンジアタッカーズ         | 9      | 5    | 4    | 0.556 | セット率 1.118 |
| 6    | 日立ベルフィーユ             | 9      | 4    | 5    | 0.444 | セット率 1.125 |
| 7    | JTマーヴェラス               | 9      | 4    | 5    | 0.444 | セット率 0.652 |
| 8    | イトーヨーカドー・プリオール | 9      | 3    | 6    | 0.333 |                |
| 9    | シーガルズ                   | 9      | 2    | 7    | 0.222 | セット率 0.417 |
| 10   | 日立佐和リヴァーレ           | 9      | 2    | 7    | 0.222 | セット率 0.409 |

### 2Leg

#### 1月29日
| #546 | 2000年1月29日 15:00 |                            |                       |                             |                                                                |
| #546 | 2000年1月29日 15:00 | NECレッドロケッツ （10勝） | 3 - 0 (25-21) (25-20) | 日立ベルフィーユ （4勝6敗） | 長岡市市民体育館 観客数: 3,200人 主審: 西川友之 副審: 阿部孝行 |
| #546 | 2000年1月29日 15:00 |                            |                       |                             | 長岡市市民体育館 観客数: 3,200人 主審: 西川友之 副審: 阿部孝行 |

| #547 | 2000年1月29日 16:50 |                                        |                                               |                       |                                                              |
| #547 | 2000年1月29日 16:50 | イトーヨーカドー・プリオール（4勝6敗） | 3 - 2 (25-17) (16-25) (15-25) (25-20) (17-15) | シーガルズ （2勝8敗） | 長岡市市民体育館 観客数: 3,200人 主審: 斎藤篤 副審: 平原一星 |
| #547 | 2000年1月29日 16:50 |                                        |                                               |                       | 長岡市市民体育館 観客数: 3,200人 主審: 斎藤篤 副審: 平原一星 |

#### 1月30日
| #548 | 2000年1月30日 13:00 |                               |                               |                                 |                                                                |
| #548 | 2000年1月30日 13:00 | 日立佐和リヴァーレ （2勝8敗） | 0 - 3 (16-25) (20-25) (18-25) | オレンジアタッカーズ （6勝4敗） | 西尾市総合体育館 観客数: 2,300人 主審: 広田修二 副審: 浅見靖人 |
| #548 | 2000年1月30日 13:00 |                               |                               |                                 | 西尾市総合体育館 観客数: 2,300人 主審: 広田修二 副審: 浅見靖人 |

| #549 | 2000年1月30日 14:50 |                                   |                               |                                     |                                                                  |
| #549 | 2000年1月30日 14:50 | ユニチカ・フェニックス （6勝4敗） | 3 - 0 (25-15) (25-20) (25-23) | デンソー・エアリービーズ （6勝4敗） | 西尾市総合体育館 観客数: 2,800人 主審: 高橋憲太郎 副審: 小林紀彦 |
| #549 | 2000年1月30日 14:50 |                                   |                               |                                     | 西尾市総合体育館 観客数: 2,800人 主審: 高橋憲太郎 副審: 小林紀彦 |

| #550 | 2000年1月30日 17:30 |                           |                                       |                           |                                                                |
| #550 | 2000年1月30日 17:30 | 東洋紡オーキス （6勝4敗） | 3 - 1 (15-25) (25-18) (25-22) (25-19) | JTマーヴェラス （4勝6敗） | 大阪府立体育会館 観客数: 2,100人 主審: 田野昭彦 副審: 森真紀子 |
| #550 | 2000年1月30日 17:30 |                           |                                       |                           | 大阪府立体育会館 観客数: 2,100人 主審: 田野昭彦 副審: 森真紀子 |

#### 2月4日
| #551 | 2000年2月4日 16:30 |                       |                               |                            |                                                              |
| #551 | 2000年2月4日 16:30 | シーガルズ （2勝9敗） | 0 - 3 (13-25) (26-28) (18-25) | NECレッドロケッツ （11勝） | 大牟田市民体育館 観客数: 2,500人 主審: 塚本健 副審: 白石眞士 |
| #551 | 2000年2月4日 16:30 |                       |                               |                            | 大牟田市民体育館 観客数: 2,500人 主審: 塚本健 副審: 白石眞士 |

| #552 | 2000年2月4日 18:30 |                                         |                               |                                   |                                                                |
| #552 | 2000年2月4日 18:30 | イトーヨーカドー・プリオール （4勝7敗） | 0 - 3 (26-28) (21-25) (20-25) | ユニチカ・フェニックス （7勝4敗） | 大牟田市民体育館 観客数: 2,800人 主審: 加治健男 副審: 中馬義郎 |
| #552 | 2000年2月4日 18:30 |                                         |                               |                                   | 大牟田市民体育館 観客数: 2,800人 主審: 加治健男 副審: 中馬義郎 |

#### 2月5日
| #553 | 2000年2月5日 14:00 |                                         |                       |                                 |                                                                |
| #553 | 2000年2月5日 14:00 | イトーヨーカドー・プリオール （4勝8敗） | 0 - 3 (13-25) (22-25) | オレンジアタッカーズ （7勝4敗） | 佐賀県総合体育館 観客数: 3,500人 主審: 中馬義郎 副審: 加治健男 |
| #553 | 2000年2月5日 14:00 |                                         |                       |                                 | 佐賀県総合体育館 観客数: 3,500人 主審: 中馬義郎 副審: 加治健男 |

| #554 | 2000年2月5日 15:50 |                                   |                               |                           |                                                              |
| #554 | 2000年2月5日 15:50 | ユニチカ・フェニックス （8勝4敗） | 3 - 0 (25-21) (25-16) (26-24) | JTマーヴェラス （4勝7敗） | 佐賀県総合体育館 観客数: 4,000人 主審: 塚本健 副審: 代居正巳 |
| #554 | 2000年2月5日 15:50 |                                   |                               |                           | 佐賀県総合体育館 観客数: 4,000人 主審: 塚本健 副審: 代居正巳 |

| #555 | 2000年2月5日 14:00 |                             |                               |                                     |                                                            |
| #555 | 2000年2月5日 14:00 | 日立ベルフィーユ （5勝6敗） | 3 - 0 (25-23) (25-20) (25-17) | デンソー・エアリービーズ （6勝5敗） | 鷹巣体育館 観客数: 1,300人 主審: 遠藤健三 副審: 佐々木克之 |
| #555 | 2000年2月5日 14:00 |                             |                               |                                     | 鷹巣体育館 観客数: 1,300人 主審: 遠藤健三 副審: 佐々木克之 |

| #556 | 2000年2月5日 15:50 |                           |                               |                               |                                                        |
| #556 | 2000年2月5日 15:50 | 東洋紡オーキス （7勝4敗） | 3 - 0 (25-16) (27-25) (25-20) | 日立佐和リヴァーレ （2勝9敗） | 鷹巣体育館 観客数: 1,300人 主審: 斉藤篤 副審: 高橋将樹 |
| #556 | 2000年2月5日 15:50 |                           |                               |                               | 鷹巣体育館 観客数: 1,300人 主審: 斉藤篤 副審: 高橋将樹 |

#### 2月6日
| #557 | 2000年2月6日 13:00 |                            |                       |                           |                                                                |
| #557 | 2000年2月6日 13:00 | NECレッドロケッツ （12勝） | 3 - 0 (25-17) (25-19) | JTマーヴェラス （4勝8敗） | 唐津市文化体育館 観客数: 3,370人 主審: 加治健男 副審: 代居正巳 |
| #557 | 2000年2月6日 13:00 |                            |                       |                           | 唐津市文化体育館 観客数: 3,370人 主審: 加治健男 副審: 代居正巳 |

| #558 | 2000年2月6日 14:40 |                        |                               |                                 |                                                              |
| #558 | 2000年2月6日 14:40 | シーガルズ （2勝10敗） | 0 - 3 (23-25) (13-25) (15-25) | オレンジアタッカーズ （8勝4敗） | 唐津市文化体育館 観客数: 3,370人 主審: 中馬義郎 副審: 塚本健 |
| #558 | 2000年2月6日 14:40 |                        |                               |                                 | 唐津市文化体育館 観客数: 3,370人 主審: 中馬義郎 副審: 塚本健 |

| #559 | 2000年2月6日 12:00 |                               |                                       |                                     |                                                            |
| #559 | 2000年2月6日 12:00 | 日立佐和リヴァーレ （3勝9敗） | 3 - 1 (22-25) (25-23) (25-22) (25-17) | デンソー・エアリービーズ （6勝6敗） | 秋田市立体育館 観客数: 3,200人 主審: 斉藤篤 副審: 高橋将樹 |
| #559 | 2000年2月6日 12:00 |                               |                                       |                                     | 秋田市立体育館 観客数: 3,200人 主審: 斉藤篤 副審: 高橋将樹 |

| #560 | 2000年2月6日 14:20 |                           |                                               |                             |                                                                |
| #560 | 2000年2月6日 14:20 | 東洋紡オーキス （7勝5敗） | 2 - 3 (25-17) (27-25) (14-25) (19-25) (17-19) | 日立ベルフィーユ （6勝6敗） | 秋田市立体育館 観客数: 3,200人 主審: 佐々木克之 副審: 遠藤健三 |
| #560 | 2000年2月6日 14:20 |                           |                                               |                             | 秋田市立体育館 観客数: 3,200人 主審: 佐々木克之 副審: 遠藤健三 |

#### 2月11日
| #561 | 2000年2月11日 13:00 |                           |                                       |                                 |                                                          |
| #561 | 2000年2月11日 13:00 | JTマーヴェラス （4勝9敗） | 1 - 3 (23-25) (25-22) (20-25) (21-25) | オレンジアタッカーズ （9勝4敗） | 駒沢体育館 観客数: 3,500人 主審: 大塚達也 副審: 小林朝実 |
| #561 | 2000年2月11日 13:00 |                           |                                       |                                 | 駒沢体育館 観客数: 3,500人 主審: 大塚達也 副審: 小林朝実 |

| #562 | 2000年2月11日 15:10 |                                         |                               |                            |                                                      |
| #562 | 2000年2月11日 15:10 | イトーヨーカドー・プリオール （4勝9敗） | 0 - 3 (19-25) (21-25) (18-25) | NECレッドロケッツ （13勝） | 駒沢体育館 観客数: 4,463人 主審: 富田満 副審: 小柴滋 |
| #562 | 2000年2月11日 15:10 |                                         |                               |                            | 駒沢体育館 観客数: 4,463人 主審: 富田満 副審: 小柴滋 |

| #563 | 2000年2月11日 13:00 |                        |                                       |                                   |                                                            |
| #563 | 2000年2月11日 13:00 | シーガルズ （2勝11敗） | 1 - 3 (25-14) (22-25) (20-25) (15-25) | ユニチカ・フェニックス （9勝4敗） | 西都市民体育館 観客数: 1,491人 主審: 勝又正 副審: 金丸真也 |
| #563 | 2000年2月11日 13:00 |                        |                                       |                                   | 西都市民体育館 観客数: 1,491人 主審: 勝又正 副審: 金丸真也 |

| #564 | 2000年2月11日 15:00 |                                |                                               |                             |                                                            |
| #564 | 2000年2月11日 15:00 | 日立佐和リヴァーレ （3勝10敗） | 2 - 3 (20-25) (25-22) (25-21) (18-25) (10-15) | 日立ベルフィーユ （7勝6敗） | 西都市民体育館 観客数: 1,247人 主審: 中馬義郎 副審: 塚本健 |
| #564 | 2000年2月11日 15:00 |                                |                                               |                             | 西都市民体育館 観客数: 1,247人 主審: 中馬義郎 副審: 塚本健 |

#### 2月12日
| #565 | 2000年2月12日 14:06 |                           |                                       |                                 |                                                          |
| #565 | 2000年2月12日 14:06 | 東洋紡オーキス （8勝5敗） | 3 - 1 (25-20) (25-16) (21-25) (27-25) | オレンジアタッカーズ （9勝5敗） | 駒沢体育館 観客数: 2,500人 主審: 小林朝実 副審: 大塚達也 |
| #565 | 2000年2月12日 14:06 |                           |                                       |                                 | 駒沢体育館 観客数: 2,500人 主審: 小林朝実 副審: 大塚達也 |

| #566 | 2000年2月12日 16:15 |                            |                               |                                     |                                                        |
| #566 | 2000年2月12日 16:15 | JTマーヴェラス （4勝10敗） | 1 - 3 (18-25) (25-15) (19-25) | デンソー・エアリービーズ （7勝6敗） | 駒沢体育館 観客数: 2,862人 主審: 小柴滋 副審: 堀越由高 |
| #566 | 2000年2月12日 16:15 |                            |                               |                                     | 駒沢体育館 観客数: 2,862人 主審: 小柴滋 副審: 堀越由高 |

| #567 | 2000年2月12日 13:00 |                        |                       |                                |                                                            |
| #567 | 2000年2月12日 13:00 | シーガルズ （3勝11敗） | 3 - 0 (25-16) (25-22) | 日立佐和リヴァーレ （3勝11敗） | 宮崎県体育館 観客数: 2,245人 主審: 中馬義郎 副審: 小坂芳史 |
| #567 | 2000年2月12日 13:00 |                        |                       |                                | 宮崎県体育館 観客数: 2,245人 主審: 中馬義郎 副審: 小坂芳史 |

| #568 | 2000年2月12日 15:30 |                             |                       |                                   |                                                        |
| #568 | 2000年2月12日 15:30 | 日立ベルフィーユ （8勝6敗） | 3 - 0 (25-23) (28-26) | ユニチカ・フェニックス （9勝5敗） | 宮崎県体育館 観客数: 3,685人 主審: 塚本健 副審: 勝又正 |
| #568 | 2000年2月12日 15:30 |                             |                       |                                   | 宮崎県体育館 観客数: 3,685人 主審: 塚本健 副審: 勝又正 |

#### 2月13日
| #569 | 2000年2月13日 13:05 |                           |                                       |                                          |                                                        |
| #569 | 2000年2月13日 13:05 | 東洋紡オーキス （9勝5敗） | 3 - 1 (25-19) (22-25) (25-19) (25-15) | イトーヨーカドー・プリオール （4勝10敗） | 駒沢体育館 観客数: 3,500人 主審: 小柴滋 副審: 田中昭彦 |
| #569 | 2000年2月13日 13:05 |                           |                                       |                                          | 駒沢体育館 観客数: 3,500人 主審: 小柴滋 副審: 田中昭彦 |

| #570 | 2000年2月13日 15:20 |                            |                               |                                     |                                                          |
| #570 | 2000年2月13日 15:20 | NECレッドロケッツ （14勝） | 3 - 0 (25-12) (25-17) (25-16) | デンソー・エアリービーズ （7勝7敗） | 駒沢体育館 観客数: 3,948人 主審: 大塚達也 副審: 小林朝実 |
| #570 | 2000年2月13日 15:20 |                            |                               |                                     | 駒沢体育館 観客数: 3,948人 主審: 大塚達也 副審: 小林朝実 |

#### 2月18日
| #571 | 2000年2月18日 18:00 |                                          |                                       |                            |                                                                                          |
| #571 | 2000年2月18日 18:00 | イトーヨーカドー・プリオール （4勝11敗） | 1 - 3 (22-25) (17-25) (25-18) (25-27) | JTマーヴェラス （5勝10敗） | 行田市総合体育館（行田グリーンアリーナ） 観客数: 2,354人 主審: 今野正明 副審: 小野沢一宏 |
| #571 | 2000年2月18日 18:00 |                                          |                                       |                            | 行田市総合体育館（行田グリーンアリーナ） 観客数: 2,354人 主審: 今野正明 副審: 小野沢一宏 |

| #572 | 2000年2月18日 18:30 |                             |                                       |                                  |                                                                |
| #572 | 2000年2月18日 18:30 | 日立ベルフィーユ （8勝7敗） | 1 - 3 (25-18) (21-25) (22-25) (31-33) | オレンジアタッカーズ （10勝5敗） | 櫛形町立総合体育館 観客数: 1,280人 主審: 橘田昇 副審: 大澤正弘 |
| #572 | 2000年2月18日 18:30 |                             |                                       |                                  | 櫛形町立総合体育館 観客数: 1,280人 主審: 橘田昇 副審: 大澤正弘 |

#### 2月19日
| #573 | 2000年2月19日 14:00 |                                     |                               |                                          |                                                              |
| #573 | 2000年2月19日 14:00 | デンソー・エアリービーズ （8勝7敗） | 3 - 0 (25-23) (25-20) (29-27) | イトーヨーカドー・プリオール （4勝12敗） | 高崎市浜川体育館 観客数: 2,000人 主審: 今野正明 副審: 藤原聡 |
| #573 | 2000年2月19日 14:00 |                                     |                               |                                          | 高崎市浜川体育館 観客数: 2,000人 主審: 今野正明 副審: 藤原聡 |

| #574 | 2000年2月19日 15:50 |                        |                               |                            |                                                              |
| #574 | 2000年2月19日 15:50 | シーガルズ （4勝11敗） | 3 - 0 (25-21) (25-19) (25-23) | JTマーヴェラス （5勝11敗） | 高崎市浜川体育館 観客数: 2,237人 主審: 勝又正 副審: 田代英明 |
| #574 | 2000年2月19日 15:50 |                        |                               |                            | 高崎市浜川体育館 観客数: 2,237人 主審: 勝又正 副審: 田代英明 |

| #575 | 2000年2月19日 14:00 |                           |                               |                            |                                                              |
| #575 | 2000年2月19日 14:00 | 東洋紡オーキス （9勝6敗） | 0 - 3 (21-25) (20-25) (16-25) | NECレッドロケッツ （15勝） | 鈴鹿市立体育館 観客数: 3,500人 主審: 広田修二 副審: 田野敏彦 |
| #575 | 2000年2月19日 14:00 |                           |                               |                            | 鈴鹿市立体育館 観客数: 3,500人 主審: 広田修二 副審: 田野敏彦 |

| #576 | 2000年2月19日 15:45 |                                    |                               |                                |                                                                |
| #576 | 2000年2月19日 15:45 | ユニチカ・フェニックス （10勝5敗） | 3 - 0 (25-22) (25-21) (25-22) | 日立佐和リヴァーレ （3勝12敗） | 鈴鹿市立体育館 観客数: 3,500人 主審: 高橋憲太郎 副審: 倉野勝治 |
| #576 | 2000年2月19日 15:45 |                                    |                               |                                | 鈴鹿市立体育館 観客数: 3,500人 主審: 高橋憲太郎 副審: 倉野勝治 |

#### 2月20日
| #577 | 2000年2月20日 13:00 |                             |                               |                        |                                                            |
| #577 | 2000年2月20日 13:00 | 日立ベルフィーユ （9勝7敗） | 3 - 0 (25-22) (25-23) (26-24) | シーガルズ （4勝12敗） | 平塚総合体育館 観客数: 2,300人 主審: 勝又正 副審: 土佐和樹 |
| #577 | 2000年2月20日 13:00 |                             |                               |                        | 平塚総合体育館 観客数: 2,300人 主審: 勝又正 副審: 土佐和樹 |

| #578 | 2000年2月20日 14:56 |                                     |                                               |                                  |                                                              |
| #578 | 2000年2月20日 14:56 | デンソー・エアリービーズ （9勝7敗） | 3 - 2 (25-21) (19-25) (23-25) (25-19) (15-13) | オレンジアタッカーズ （10勝6敗） | 平塚総合体育館 観客数: 2,509人 主審: 今野正明 副審: 田代英明 |
| #578 | 2000年2月20日 14:56 |                                     |                                               |                                  | 平塚総合体育館 観客数: 2,509人 主審: 今野正明 副審: 田代英明 |

| #579 | 2000年2月20日 13:00 |                                    |                                       |                            |                                                                |
| #579 | 2000年2月20日 13:00 | ユニチカ・フェニックス （10勝6敗） | 1 - 3 (18-25) (17-25) (25-16) (25-27) | 東洋紡オーキス （10勝6敗） | 関市総合体育館 観客数: 3,000人 主審: 高橋憲太郎 副審: 高橋弘二 |
| #579 | 2000年2月20日 13:00 |                                    |                                       |                            | 関市総合体育館 観客数: 3,000人 主審: 高橋憲太郎 副審: 高橋弘二 |

| #580 | 2000年2月20日 15:10 |                                |                               |                            |                                                              |
| #580 | 2000年2月20日 15:10 | 日立佐和リヴァーレ （3勝13敗） | 0 - 3 (23-25) (21-25) (18-25) | NECレッドロケッツ （16勝） | 関市総合体育館 観客数: 3,000人 主審: 広田修二 副審: 田野敏彦 |
| #580 | 2000年2月20日 15:10 |                                |                               |                            | 関市総合体育館 観客数: 3,000人 主審: 広田修二 副審: 田野敏彦 |

#### 2月25日
| #581 | 2000年2月25日 17:00 |                            |                               |                                     |                                                              |
| #581 | 2000年2月25日 17:00 | 東洋紡オーキス （11勝6敗） | 3 - 0 (25-19) (29-27) (28-26) | デンソー・エアリービーズ （9勝8敗） | 守口市民体育館 観客数: 2,200人 主審: 田野敏彦 副審: 田野昭彦 |
| #581 | 2000年2月25日 17:00 |                            |                               |                                     | 守口市民体育館 観客数: 2,200人 主審: 田野敏彦 副審: 田野昭彦 |

| #582 | 2000年2月25日 18:55 |                            |                                       |                                  |                                                            |
| #582 | 2000年2月25日 18:55 | NECレッドロケッツ （17勝） | 3 - 1 (20-25) (25-21) (25-16) (32-30) | オレンジアタッカーズ （10勝7敗） | 守口市民体育館 観客数: 1,900人 主審: 伊藤博之 副審: 江下毅 |
| #582 | 2000年2月25日 18:55 |                            |                                       |                                  | 守口市民体育館 観客数: 1,900人 主審: 伊藤博之 副審: 江下毅 |

#### 2月26日
| #583 | 2000年2月26日 14:05 |                            |                                               |                                    |                                                              |
| #583 | 2000年2月26日 14:05 | NECレッドロケッツ （18勝） | 3 - 2 (22-25) (25-19) (25-22) (22-25) (15-13) | ユニチカ・フェニックス （10勝7敗） | 守口市民体育館 観客数: 2,600人 主審: 田野昭彦 副審: 伊藤博之 |
| #583 | 2000年2月26日 14:05 |                            |                                               |                                    | 守口市民体育館 観客数: 2,600人 主審: 田野昭彦 副審: 伊藤博之 |

| #584 | 2000年2月26日 16:30 |                            |                                               |                        |                                                              |
| #584 | 2000年2月26日 16:30 | 東洋紡オーキス （12勝6敗） | 3 - 2 (19-25) (25-12) (25-22) (17-25) (15-13) | シーガルズ （4勝13敗） | 守口市民体育館 観客数: 2,400人 主審: 田野敏彦 副審: 大塚春夫 |
| #584 | 2000年2月26日 16:30 |                            |                                               |                        | 守口市民体育館 観客数: 2,400人 主審: 田野敏彦 副審: 大塚春夫 |

| #585 | 2000年2月26日 14:00 |                                |                               |                                          |                                                                                  |
| #585 | 2000年2月26日 14:00 | 日立佐和リヴァーレ （3勝14敗） | 0 - 3 (18-25) (22-25) (19-25) | イトーヨーカドー・プリオール （5勝12敗） | 東広島運動公園（アクアパーク）体育館 観客数: 1,650人 主審: 塚本健 副審: 冨田博一 |
| #585 | 2000年2月26日 14:00 |                                |                               |                                          | 東広島運動公園（アクアパーク）体育館 観客数: 1,650人 主審: 塚本健 副審: 冨田博一 |

| #586 | 2000年2月26日 15:46 |                              |                               |                            |                                                                                    |
| #586 | 2000年2月26日 15:46 | 日立ベルフィーユ （10勝7敗） | 3 - 0 (25-21) (25-19) (25-20) | JTマーヴェラス （5勝12敗） | 東広島運動公園（アクアパーク）体育館 観客数: 1,900人 主審: 石井洋壮 副審: 浅見靖人 |
| #586 | 2000年2月26日 15:46 |                              |                               |                            | 東広島運動公園（アクアパーク）体育館 観客数: 1,900人 主審: 石井洋壮 副審: 浅見靖人 |

#### 2月27日
| #587 | 2000年2月27日 13:05 |                                    |                                              |                                  |                                                              |
| #587 | 2000年2月27日 13:05 | ユニチカ・フェニックス （11勝7敗） | 3 - 2 (25-17) (23-25) (26-24) (22-25) (15-9) | オレンジアタッカーズ （10勝8敗） | 守口市民体育館 観客数: 2,400人 主審: 田野昭彦 副審: 田野敏彦 |
| #587 | 2000年2月27日 13:05 |                                    |                                              |                                  | 守口市民体育館 観客数: 2,400人 主審: 田野昭彦 副審: 田野敏彦 |

| #588 | 2000年2月27日 15:32 |                        |                               |                                      |                                                              |
| #588 | 2000年2月27日 15:32 | シーガルズ （4勝14敗） | 1 - 3 (22-25) (25-14) (21-25) | デンソー・エアリービーズ （10勝8敗） | 守口市民体育館 観客数: 2,100人 主審: 伊藤博之 副審: 大塚春夫 |
| #588 | 2000年2月27日 15:32 |                        |                               |                                      | 守口市民体育館 観客数: 2,100人 主審: 伊藤博之 副審: 大塚春夫 |

| #589 | 2000年2月27日 14:00 |                              |                       |                                          |                                                                                    |
| #589 | 2000年2月27日 14:00 | 日立ベルフィーユ （11勝7敗） | 3 - 0 (25-23) (25-13) | イトーヨーカドー・プリオール （5勝13敗） | 東広島運動公園（アクアパーク）体育館 観客数: 1,800人 主審: 石井洋壮 副審: 冨田博一 |
| #589 | 2000年2月27日 14:00 |                              |                       |                                          | 東広島運動公園（アクアパーク）体育館 観客数: 1,800人 主審: 石井洋壮 副審: 冨田博一 |

| #590 | 2000年2月27日 15:45 |                                |                                       |                            |                                                                                  |
| #590 | 2000年2月27日 15:45 | 日立佐和リヴァーレ （3勝15敗） | 1 - 3 (25-21) (23-25) (20-25) (23-25) | JTマーヴェラス （6勝12敗） | 東広島運動公園（アクアパーク）体育館 観客数: 2,300人 主審: 塚本健 副審: 浅見靖人 |
| #590 | 2000年2月27日 15:45 |                                |                                       |                            | 東広島運動公園（アクアパーク）体育館 観客数: 2,300人 主審: 塚本健 副審: 浅見靖人 |

#### 2Legの結果
| 順位 | チーム名                     | 試合数 | 勝数 | 敗数 | 勝率  | 備考           |
| ---- | ---------------------------- | ------ | ---- | ---- | ----- | -------------- |
| 1    | NECレッドロケッツ            | 9      | 9    | 0    | 1.000 |                |
| 2    | 日立ベルフィーユ             | 9      | 7    | 2    | 0.778 | セット率 2.200 |
| 3    | 東洋紡オーキス               | 9      | 7    | 2    | 0.778 | セット率 1.917 |
| 4    | ユニチカ・フェニックス       | 9      | 6    | 3    | 0.667 |                |
| 5    | オレンジアタッカーズ         | 9      | 5    | 4    | 0.556 |                |
| 6    | デンソー・エアリービーズ     | 9      | 4    | 5    | 0.444 |                |
| 7    | シーガルズ                   | 9      | 2    | 7    | 0.222 | セット率 0.571 |
| 8    | JTマーヴェラス               | 9      | 2    | 7    | 0.222 | セット率 0.391 |
| 9    | イトーヨーカドー・プリオール | 9      | 2    | 7    | 0.222 | セット率 0.348 |
| 10   | 日立佐和リヴァーレ           | 9      | 1    | 8    | 0.111 |                |

### レギュラーラウンドの結果
| 順位 | チーム名                     | 試合数 | 勝数 | 敗数 | 勝率  | 備考           |
| ---- | ---------------------------- | ------ | ---- | ---- | ----- | -------------- |
| 1    | NECレッドロケッツ            | 18     | 18   | 0    | 1.000 |                |
| 2    | 東洋紡オーキス               | 18     | 12   | 6    | 0.667 |                |
| 3    | ユニチカ・フェニックス       | 18     | 11   | 7    | 0.611 | セット率 1.625 |
| 4    | 日立ベルフィーユ             | 18     | 11   | 7    | 0.611 | セット率 1.538 |
| 5    | オレンジアタッカーズ         | 18     | 10   | 8    | 0.556 | セット率 1.290 |
| 6    | デンソー・エアリービーズ     | 18     | 10   | 8    | 0.556 | セット率 1.067 |
| 7    | JTマーヴェラス               | 18     | 6    | 12   | 0.333 |                |
| 8    | イトーヨーカドー・プリオール | 18     | 5    | 13   | 0.278 |                |
| 9    | シーガルズ                   | 18     | 4    | 14   | 0.222 |                |
| 10   | 日立佐和リヴァーレ           | 18     | 3    | 15   | 0.167 |                |

### ファイナルラウンド

#### 3月10日
| #591 | 2000年3月10日 17:00 |                                             |                               |                                            |                                                                |
| #591 | 2000年3月10日 17:00 | NECレッドロケッツ （レギュラーラウンド1位） | 3 - 0 (25-23) (25-17) (25-16) | 日立ベルフィーユ （レギュラーラウンド4位） | 大阪市中央体育館 観客数: 2,100人 主審: 田野敏彦 副審: 伊藤博之 |
| #591 | 2000年3月10日 17:00 |                                             |                               |                                            | 大阪市中央体育館 観客数: 2,100人 主審: 田野敏彦 副審: 伊藤博之 |

| #592 | 2000年3月10日 18:45 |                                                  |                                       |                                          |                                                              |
| #592 | 2000年3月10日 18:45 | ユニチカ・フェニックス （レギュラーラウンド3位） | 1 - 3 (25-20) (13-25) (20-25) (15-25) | 東洋紡オーキス （レギュラーラウンド2位） | 大阪市中央体育館 観客数: 2,200人 主審: 酒出修 副審: 田野昭彦 |
| #592 | 2000年3月10日 18:45 |                                                  |                                       |                                          | 大阪市中央体育館 観客数: 2,200人 主審: 酒出修 副審: 田野昭彦 |

#### 3月11日
| #593 | 2000年3月11日 12:00 |                                             |                                       |                                                  |                                                              |
| #593 | 2000年3月11日 12:00 | NECレッドロケッツ （レギュラーラウンド1位） | 3 - 1 (25-20) (25-22) (20-25) (25-17) | ユニチカ・フェニックス （レギュラーラウンド3位） | 大阪市中央体育館 観客数: 3,400人 主審: 酒出修 副審: 田野昭彦 |
| #593 | 2000年3月11日 12:00 |                                             |                                       |                                                  | 大阪市中央体育館 観客数: 3,400人 主審: 酒出修 副審: 田野昭彦 |

| #594 | 2000年3月11日 14:10 |                                            |                                               |                                          |                                                                |
| #594 | 2000年3月11日 14:10 | 日立ベルフィーユ （レギュラーラウンド4位） | 2 - 3 (25-22) (25-16) (20-25) (22-25) (12-15) | 東洋紡オーキス （レギュラーラウンド2位） | 大阪市中央体育館 観客数: 3,400人 主審: 広田修二 副審: 田野敏彦 |
| #594 | 2000年3月11日 14:10 |                                            |                                               |                                          | 大阪市中央体育館 観客数: 3,400人 主審: 広田修二 副審: 田野敏彦 |

#### 3月12日
3位決定戦
| #595 | 2000年3月12日 11:00 |                                                  |                                       |                                            |                                                              |
| #595 | 2000年3月12日 11:00 | ユニチカ・フェニックス （レギュラーラウンド3位） | 3 - 1 (26-24) (25-27) (28-26) (25-20) | 日立ベルフィーユ （レギュラーラウンド4位） | 大阪市中央体育館 観客数: 4,800人 主審: 酒出修 副審: 田野敏彦 |
| #595 | 2000年3月12日 11:00 |                                                  |                                       |                                            | 大阪市中央体育館 観客数: 4,800人 主審: 酒出修 副審: 田野敏彦 |

決勝
| #596 | 2000年3月12日 13:16 |                                             |                                       |                                          |                                                                |
| #596 | 2000年3月12日 13:16 | NECレッドロケッツ （レギュラーラウンド1位） | 3 - 1 (25-16) (22-25) (25-23) (25-17) | 東洋紡オーキス （レギュラーラウンド2位） | 大阪市中央体育館 観客数: 5,450人 主審: 広田修二 副審: 伊藤博之 |
| #596 | 2000年3月12日 13:16 |                                             |                                       |                                          | 大阪市中央体育館 観客数: 5,450人 主審: 広田修二 副審: 伊藤博之 |

### 最終順位
| 順位   | チーム名                     | 備考     |
| ------ | ---------------------------- | -------- |
| 優勝   | NECレッドロケッツ            |          |
| 準優勝 | 東洋紡オーキス               |          |
| 3      | ユニチカ・フェニックス       |          |
| 4      | 日立ベルフィーユ             |          |
| 5      | オレンジアタッカーズ         |          |
| 6      | デンソー・エアリービーズ     |          |
| 7      | JTマーヴェラス               |          |
| 8      | イトーヨーカドー・プリオール |          |
| 9      | シーガルズ                   | 入替戦へ |
| 10     | 日立佐和リヴァーレ           | 入替戦へ |

### 個人賞
| No. | 賞名             | 受賞者     | 所属チーム               | 備考                |
| --- | ---------------- | ---------- | ------------------------ | ------------------- |
| 1   | 優勝監督賞       | 吉川正博   | NECレッドロケッツ        |                     |
| 2   | 最高殊勲選手賞   | 大懸郁久美 | NECレッドロケッツ        |                     |
| 3   | 敢闘賞           | 吉原知子   | 東洋紡オーキス           |                     |
| 4   | 最優秀新人賞     | 高橋みゆき | NECレッドロケッツ        |                     |
| 5   | ベスト6          | 大懸郁久美 | NECレッドロケッツ        |                     |
| 5   | ベスト6          | 熊前知加子 | ユニチカ・フェニックス   |                     |
| 5   | ベスト6          | 江藤直美   | 日立ベルフィーユ         |                     |
| 5   | ベスト6          | 竹下佳江   | NECレッドロケッツ        |                     |
| 5   | ベスト6          | 先野久美子 | オレンジアタッカーズ     |                     |
| 5   | ベスト6          | 吉原知子   | 東洋紡オーキス           |                     |
| 6   | 猛打賞           | 熊前知加子 | ユニチカ・フェニックス   | 4.84本/set          |
| 7   | レシーブ賞       | 津雲博子   | NECレッドロケッツ        |                     |
| 8   | 得点王           | 熊前知加子 | ユニチカ・フェニックス   | 総得点=340点        |
| 9   | スパイク賞       | 先野久美子 | オレンジアタッカーズ     | 決定率=53.38%       |
| 10  | ブロック賞       | 江藤直美   | 日立ベルフィーユ         | 決定本数=1.00本/set |
| 11  | サーブ賞         | 丹山美紗緒 | 東洋紡オーキス           | 効果率=16.4%        |
| 12  | サーブレシーブ賞 | 櫻井由香   | デンソー・エアリービーズ | 成功率=86.44%       |

### 第7回Vリーグ出場決定入替戦

#### 3月11日
| #597 | 2000年3月11日 |                                    |                                       |                                |                        |
| #597 | 2000年3月11日 | 日立佐和リヴァーレ （Vリーグ10位） | 1 - 3 (27-29) (25-23) (23-25) (22-25) | 東北パイオニア （V1リーグ1位） | 浦安運動公園総合体育館 |
| #597 | 2000年3月11日 |                                    |                                       |                                | 浦安運動公園総合体育館 |

| #598 | 2000年3月12日 |                           |                               |                           |                        |
| #598 | 2000年3月12日 | シーガルズ （Vリーグ9位） | 3 - 0 (25-22) (25-16) (25-13) | NTT西日本 （V1リーグ2位） | 浦安運動公園総合体育館 |
| #598 | 2000年3月12日 |                           |                               |                           | 浦安運動公園総合体育館 |

#### 3月12日
| #599 | 2000年3月12日 |                                    |                                       |                                |                        |
| #599 | 2000年3月12日 | 日立佐和リヴァーレ （Vリーグ10位） | 1 - 3 (25-16) (21-25) (19-25) (21-25) | 東北パイオニア （V1リーグ1位） | 浦安運動公園総合体育館 |
| #599 | 2000年3月12日 |                                    |                                       |                                | 浦安運動公園総合体育館 |

| #600 | 2000年3月12日 |                           |                       |                           |                        |
| #600 | 2000年3月12日 | シーガルズ （Vリーグ9位） | 3 - 0 (25-22) (25-23) | NTT西日本 （V1リーグ2位） | 浦安運動公園総合体育館 |
| #600 | 2000年3月12日 |                           |                       |                           | 浦安運動公園総合体育館 |

この結果、シーガルズが次期Vリーグ残留を、東北パイオニアが昇格を決めた。